# Carlo I d'Inghilterra
Carlo I Stuart (Dunfermline, 19 novembre 1600 – Londra, 30 gennaio 1649) è stato re d'Inghilterra, Scozia, Irlanda e Francia dal 27 marzo 1625 fino alla sua morte, avvenuta per decapitazione il 30 gennaio 1649.
Fervente sostenitore del diritto divino dei re, proprio come il padre Giacomo I e la nonna paterna Maria Stuarda, nella prima fase del suo regno fu impegnato in una dura lotta di potere contro il Parlamento inglese, che si opponeva risolutamente alle sue aspirazioni assolutistiche volte a sopprimere l'utilizzo della Magna Carta, contrastando soprattutto la sua pretesa di riscuotere le tasse senza l'assenso parlamentare.
Altra causa di attrito con una parte della società inglese fu la sua politica religiosa: perseverando nel "sentiero intermedio" della Chiesa anglicana, fu ostile alle tendenze riformate di molti dei suoi sudditi inglesi e scozzesi e da questi accusato di essere a sua volta troppo vicino al cattolicesimo romano, al punto da volerlo restaurare. Sposò infatti la principessa cattolica Enrichetta Maria di Francia, ed ebbe come stretto collaboratore William Laud, nominato da lui stesso arcivescovo di Canterbury ed esponente della corrente anglicana più filocattolica.
Le tensioni politiche e religiose accumulate nel corso degli anni esplosero nella guerra civile inglese: contro di lui si scontrarono le forze del Parlamento, che si opponevano ai suoi tentativi di accrescere il suo potere in senso assolutistico, e i puritani, che erano ostili alle sue politiche religiose. La guerra si concluse con una disfatta per Carlo, che fu catturato, processato, condannato e giustiziato con l'accusa di alto tradimento. La monarchia venne abolita e venne fondata al suo posto una repubblica, che però, morto il principale leader della rivoluzione, Oliver Cromwell, entrò rapidamente in crisi, consentendo a Carlo II, figlio di Carlo I, di restaurare la monarchia.
Carlo I è stato il primo monarca della storia a venire condannato a morte da un tribunale, attraverso una regolare sentenza emessa in nome della legge. Viene venerato come santo dalla Chiesa anglicana, che lo ricorda il 30 gennaio.

## Biografia

### L'infanzia e la giovinezza

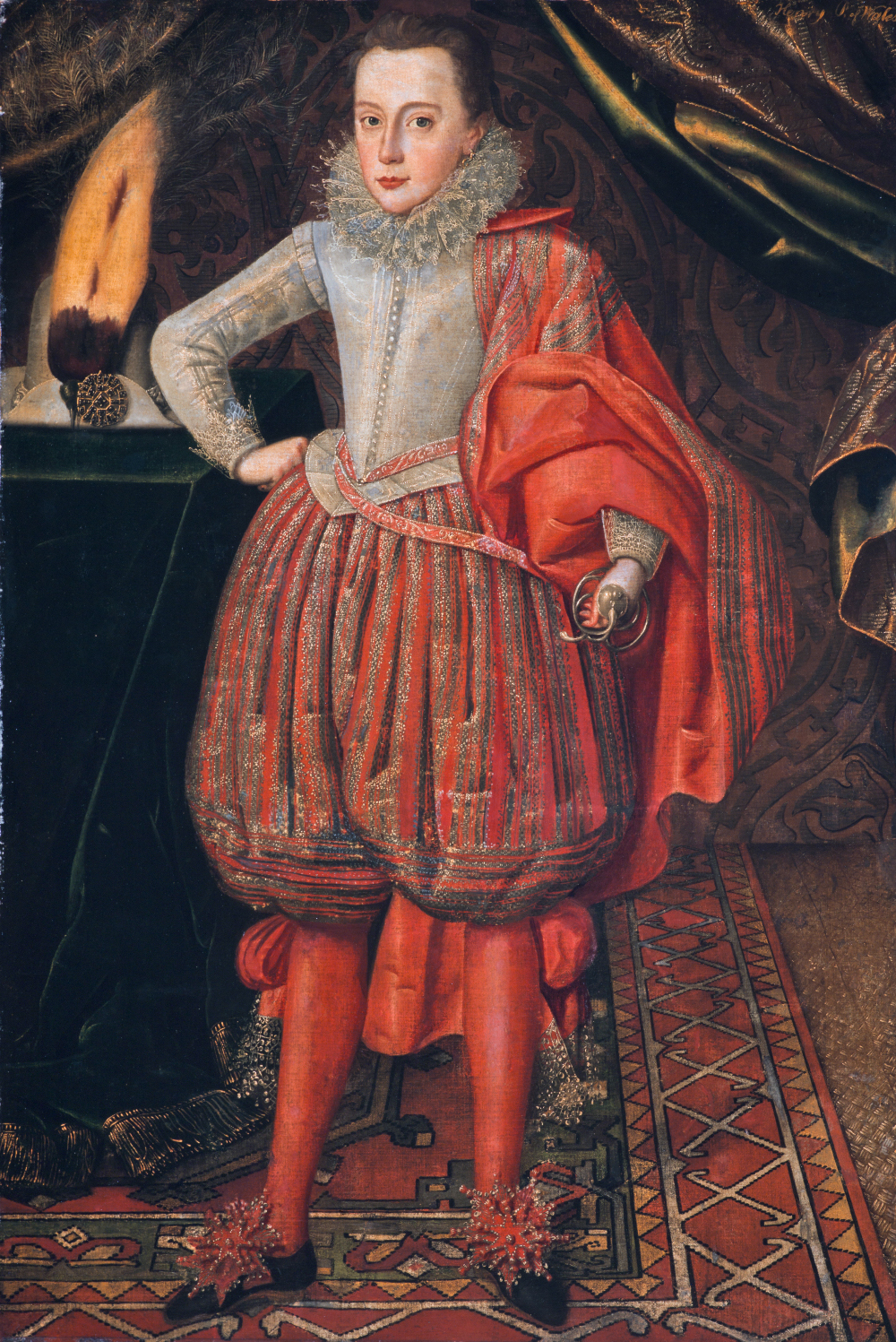
Ritratto di Carlo I nel 1610 circa, opera di Robert Peake

Carlo, secondo figlio di Giacomo I Stuart e di Anna di Danimarca, nacque nel palazzo di Dunfermline il 19 novembre 1600. Alla cerimonia protestante svoltasi nella Cappella Reale del Palazzo di Holyrood a Edimburgo il 23 dicembre 1600, il piccolo principe venne battezzato da David Lindsay, vescovo di Ross, e creato contemporaneamente Duca d'Albany, marchese di Ormond, conte di Rosslord Ardmannoch.
Debole e malaticcio, a tre anni era ancora incapace di parlare. Quando, dopo la morte di Elisabetta I, Giacomo divenne re d'Inghilterra, il bambino fu in principio lasciato in Scozia, a causa della sua salute, e raggiunse l'Inghilterra solo l'anno successivo, quando, grazie alle cure di Lady Carey e di Lord Fyvie, a cui era stato affidato, imparò a camminare e a parlare, pur conservando per tutta la vita una certa esitazione nell'espressione orale.
Carlo, al contrario del fratello maggiore Enrico, principe di Galles, non era ben visto a causa dei suoi problemi di rachitismo e per questo il secondogenito adorava Enrico e cercava di emularlo. Nel 1605, come era usanza per il secondogenito del re, fu intitolato duca di York, in Inghilterra. In quello stesso anno venne cooptato come cavaliere nell'Ordine del Bagno e gli fu affidato come tutore il presbiteriano scozzese Thomas Murray, con il quale Carlo ebbe modo di approfondire le lettere classiche, le lingue, la matematica e la religione. Nel 1611 ottenne il titolo di cavaliere dell'Ordine della Giarrettiera. All'inizio di novembre del 1612 suo fratello maggiore morì di febbre tifoide e Carlo, che aveva compiuto dodici anni appena due settimane prima, si ritrovò improvvisamente principe ereditario, assumendo il titolo di principe di Galles e, quattro anni dopo, a novembre del 1616, quello di conte di Chester.

### Principe di Galles ed erede al trono

#### Il panorama internazionale

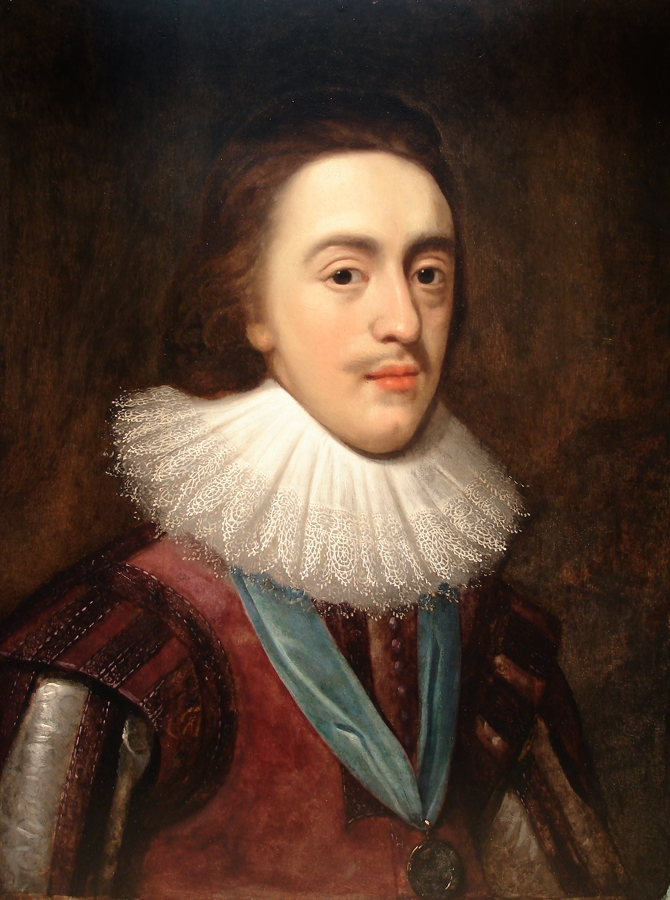
Ritratto di Carlo I in giovane età, opera di Daniel Mytens

Dopo il matrimonio della sorella Elisabetta, che si sposò con Federico V del Palatinato e si trasferì a Heidelberg, Carlo rimase l'unico figlio della coppia reale in Inghilterra. Nel 1617 l'asburgico arciduca Ferdinando d'Austria, cattolico, venne eletto re di Boemia. L'anno successivo i boemi si ribellarono, defenestrando i governatori cattolici inviati sul posto. Nell'agosto del 1619 la dieta boema prescelse quale proprio monarca proprio Federico V, che era a capo dell'Unione Protestante, mentre Ferdinando venne eletto imperatore del Sacro Romano Impero dalla dieta imperiale. L'accettazione della corona boema di Federico al posto dell'imperatore segnò l'inizio dei tumulti che portarono poi allo scoppio della Guerra dei trent'anni. Il conflitto, originariamente confinato in Boemia, si espanse poi in tutto il continente europeo, polarizzando difatti i conflitti ancora presenti tra cattolici e protestanti. Nel 1620 il cognato di Carlo, Federico V, venne sconfitto nella battaglia della Montagna Bianca presso Praga e le sue terre ereditarie nel Palatinato vennero invase dalle forze degli Asburgo dai Paesi Bassi spagnoli.

#### L'amicizia con Buckingham e il progetto matrimoniale con la Spagna
Il giovane nuovo principe di Galles fu profondamente influenzato dal cortigiano favorito del padre, George Villiers, I duca di Buckingham, che lo condusse con sé in Spagna nel 1623 allo scopo di trattare il suo matrimonio con l'infanta Maria Anna, figlia del re Filippo III d'Asburgo, con l'intento di riportare la pace sul continente e rendere ancora una volta l'Inghilterra protagonista di questa operazione. La missione si concluse in un nulla di fatto, dal momento che gli spagnoli, su pressione anche di papa Urbano VIII, richiesero la conversione al cattolicesimo del principe di Galles quale condizione per chiedere la mano dell'infanta. Inoltre era esplosa una querelle personale tra il duca di Buckingham e il conte di Olivares, primo ministro spagnolo, e pertanto il giovane Carlo era stato costretto a condurre inutilmente l'ultima parte dei negoziati da solo. Dopo il loro ritorno dalla Spagna, sia Carlo (sebbene riluttante) sia il duca di Buckingham proposero a Giacomo I di dichiarare guerra alla Spagna (la Guerra dei trent'anni era allora in pieno svolgimento).
Con l'incoraggiamento dei suoi consiglieri protestanti, Giacomo convocò il Parlamento per richiedere finanziamenti allo sforzo bellico e, nello stesso tempo, ottenere l'approvazione del matrimonio tra Carlo ed Enrichetta Maria di Francia, sorella del re Luigi XIII. Il Parlamento votò queste sue decisioni, ma espresse molte critiche nei confronti del precedente tentativo di stringere un'alleanza matrimoniale con la Spagna. Per Giacomo, che stava incominciando a dare segni di declino senile, controllare il Parlamento si dimostrò particolarmente difficile: lo stesso problema che avrebbe afflitto Carlo durante il suo regno. Nel corso dell'ultimo anno di vita del padre, fu lui, di fatto, assieme al duca di Buckingham, a detenere il potere.

### I primi anni di regno (1625-1628)

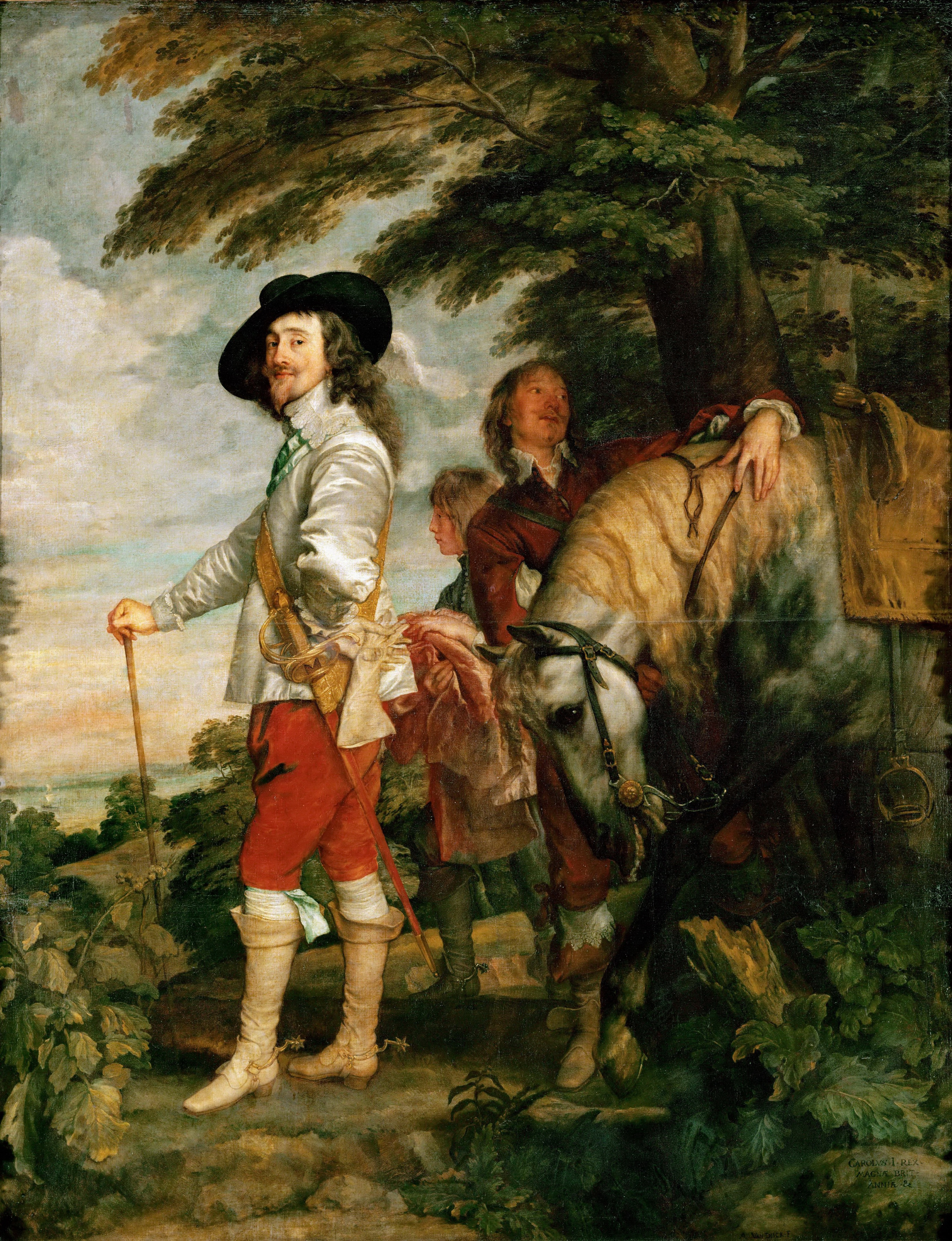
Carlo I ritratto da Antoon van Dyck, nel celebre ritratto Le Roi à la chasse

#### Incoronazione e matrimonio
Carlo ascese al trono nel marzo 1625. Più bello ed elegante del padre, ma anche più intransigente, mancava di senso dell'umorismo, cosa che in un re la popolazione aveva sempre mostrato di apprezzare. Il 1º maggio dello stesso anno si sposò per procura con Enrichetta, più giovane di lui di nove anni. Il suo primo Parlamento, di cui egli aprì la sessione in maggio, era contrario al suo matrimonio con la principessa cattolica, temendo che Carlo avrebbe eliminato le pesanti limitazioni a cui i cattolici erano sottoposti e minato la posizione ufficiale conquistata dalla parte protestante. Sebbene avesse promesso al Parlamento che non avrebbe attenuato le leggi restrittive contro i cattolici, Carlo promise l'esatto contrario nell'accordo segreto di matrimonio che aveva stretto con il re di Francia. La coppia si sposò il 13 giugno 1625 a Canterbury, e Carlo fu incoronato dall'arcivescovo George Abbot il 2 febbraio 1626, ma senza che la moglie partecipasse per questioni religiose. La coppia ebbe nove figli, di cui tre maschi e tre femmine sopravvissero all'infanzia.
La sfiducia nei confronti della politica religiosa di Carlo accrebbe notevolmente a causa di una controversia sorta intorno all'ecclesiastico Richard Montague. Questi aveva argomentato in un pamphlet contro gli insegnamenti di Calvino, provocando l'immediata ostilità dei Puritani. Un membro puritano della Camera dei comuni, John Pym, attaccò il libello di Montague durante un dibattito, a cui questi rispose con un altro pamphlet intitolato Appello Caesarem ("Mi appello a Cesare"), allusione all'appello al Princeps contro le persecuzioni dei Giudei fatto da san Paolo. Carlo offrì all'ecclesiastico la sua protezione, aumentando l'ostilità dei Puritani nei suoi confronti.

#### Politica estera
La principale preoccupazione di Carlo durante i suoi primi anni di regno fu la politica estera. Federico V Wittelsbach, il marito della sorella Elisabetta Stuart, uno dei protagonisti della prima fase della guerra dei trent'anni, aveva perso i suoi possedimenti di Boemia e del Palatinato e ci si attendeva da Carlo che soccorresse il cognato entrando in guerra contro il re di Spagna, per poter fare pressione sull'Imperatore (i due rami degli Asburgo erano alleati durante il conflitto). Carlo annunciò al Parlamento che l'Inghilterra avrebbe liberato il Palatinato entrando in guerra.

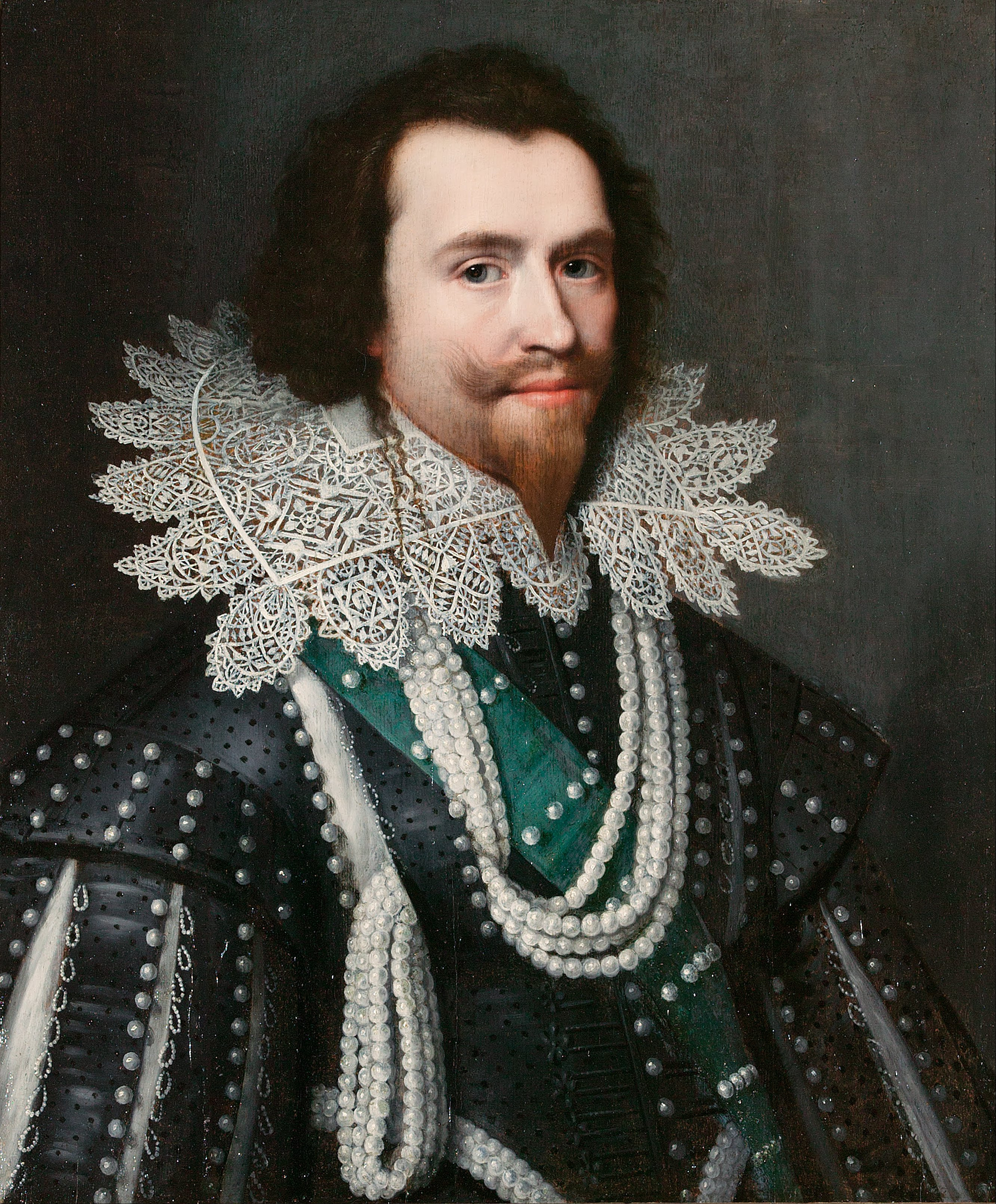
Michiel van Mierevelt, George Villiers, Duke of Buckingham, 1625-1626

Per finanziare la guerra sulla terraferma, il re diede l'incarico a Buckingham, che aveva il titolo di Lord dell'Ammiragliato, di intercettare e catturare navi spagnole cariche d'oro provenienti dalle Indie. La Camera dei Comuni concesse al re un finanziamento per l'ingente cifra di 140 000 sterline. Inoltre, la Camera dei Comuni concesse al re la riscossione di alcune importanti tasse solo per un anno, sebbene ai precedenti sovrani, fin dal 1414, tale diritto fosse sempre stato concesso a vita. In questa maniera, la Camera dei Comuni sperava di poter controllare il potere di Carlo costringendolo a rinnovare la concessione ogni anno.
I sostenitori di Carlo I nella Camera dei lord, guidati da Buckingham, rifiutarono di approvare il provvedimento, e così, sebbene nessuna concessione ufficiale gli fosse stata data, Carlo continuò a esigere le tasse.
La guerra contro la Spagna ebbe un esito negativo a causa della scarsa esperienza di Buckingham nel condurre operazioni militari. Nonostante le proteste del Parlamento, Carlo si rifiutò di cacciare il suo consigliere e amico; ben presto il sovrano suscitò nuove polemiche imponendo, senza una consultazione parlamentare. un "prestito forzoso" per finanziare la guerra. Annunciando una possibile e imminente invasione da parte della Spagna, Carlo riuscì nell'impresa di raccolta del denaro, che servì a finanziare un altro fallimento di Buckingham. Il duca, a capo di una flotta, sbarcò nell'Isola di Ré (di fronte alla località francese di La Rochelle, forte in mano agli Ugonotti in guerra contro il cardinale Richelieu), da dove sperava di creare una base per assalire i porti di Francia e Spagna. Le truppe di supporto che erano state promesse non giunsero mai e Buckingham fu costretto a ritirarsi. Nel 1628 il Parlamento approvò la Petition of Right, carta di diritti che recava impedimenti civili al sovrano, una petizione che il sovrano controfirmò, seppur di malavoglia. Il 23 agosto 1628, il duca di Buckingham, circondato ormai soltanto da nemici, fu assassinato.

### Il governo personale (1629-1640)

Il monogramma personale di re Carlo I

A gennaio del 1629 Carlo diede inizio alla seconda sessione del Parlamento che era stato sciolto l'anno precedente, perché si occupasse dei discussi diritti di tonnage and poundage, una tassa che imponeva un pagamento che andava nelle casse del sovrano a chi esportasse o importasse merci estere. Molti deputati contestavano l'operato di un altro deputato, Rolle, che aveva fatto confiscare i suoi beni mobili per non pagare le tasse; secondo numerosi membri del Parlamento, questo significava andare contro la Petition of Right, che impediva la confisca di beni, mobili e immobili, senza il beneplacito del Parlamento.
Quando lo speaker della Camera dei Comuni, sir John Finch, eseguendo gli ordini del re, decretò il rinvio del Parlamento di qualche mese, numerosi deputati lo aggredirono verbalmente, altri chiusero l'aula e obbligarono Finch a non aggiornare la seduta. Un deputato a questo punto lesse ad alta voce in Parlamento una lettera con tre punti che condannavano la politica del sovrano sull'arminianesimo e sulla riscossione delle imposte su tonnage and poundage; si dichiarò che chi pagava le imposte senza l'autorizzazione del Parlamento era da considerare come un nemico e traditore della patria.
Dopo aver minacciato di governare senza le indisciplinate sedute del Parlamento, Carlo decise di scioglierlo definitivamente. Poco tempo più tardi, diede inizio alle trattative di pace con la Francia del cardinale Richelieu e la Spagna del conte-duca di Olivares. Il periodo di undici anni che seguì lo scioglimento del Parlamento è conosciuto come la "tirannia degli undici anni" o come Personal Rule; Carlo I governò da quel momento senza l'appoggio parlamentare, da re assoluto.

#### Le difficoltà economiche
Stipulata la pace con Francia e Spagna e sciolto il Parlamento, Carlo dovette dedicarsi al risanamento del bilancio. Dal momento che l'aumento delle tasse doveva avvenire attraverso il Parlamento, il monarca dovette procedere per vie traverse al fine di aumentare le entrate nell'erario. Decise di affiancare nell'impresa Richard Weston, I conte di Portland, che nominò Lord Gran Tesoriere. La prima misura adottata da Carlo fu, nel 1630, la reintroduzione di un'antica legge, non più in vigore da oltre un secolo, la Distraint of Knighthood, in base alla quale si multavano tutti i gentiluomini che, invitati, non si erano presentati per essere eletti cavalieri durante l'incoronazione del sovrano. Era infatti usanza che, all'incoronazione del re, fossero scelti alcuni possidenti terrieri, tra chi possedeva terre di valore pari almeno a quaranta sterline, per essere nominati cavalieri del regio esercito. Coloro che non si fossero presentati per ricevere l'onore dovevano pagare una multa equivalente. Nel 1635 le casse reali ricevettero, solo dalla riscossione delle tasse della nomina a cavaliere, oltre 170 000 sterline.
Nel 1634 il re impose (con un writ) una riscossione della Ship money, una tassa in denaro in favore della marina militare per la difesa delle coste e delle navi mercantili. Nonostante l'Inghilterra non fosse in guerra, era di primaria importanza la costituzione di una flotta imponente ed efficace: in quegli anni gli scontri navali tra olandesi e spagnoli erano molto frequenti, così come le incursioni dei pirati sulle coste inglesi. Il re impose che tutte le città portuali fornissero una nave da guerra o che ne pagassero il corrispettivo in denaro; l'anno dopo l'ordine si estese a tutte le città del regno, anche alle località dell'entroterra. Le lamentele non mancarono da ogni parte sociale; tuttavia si riuscì a riscuotere una grande somma di denaro, impiegata per il potenziamento e l'ampliamento della flotta militare. Molti lamentavano che sotto i regni di Edoardo I ed Edoardo III la tassa fosse stata applicata solo in casi di guerra; ma in breve tempo le Corti si espressero a favore del re e della legge, che non trovò più ostacoli e fruttò alle casse ottocentomila sterline.

#### La politica religiosa: William Laud

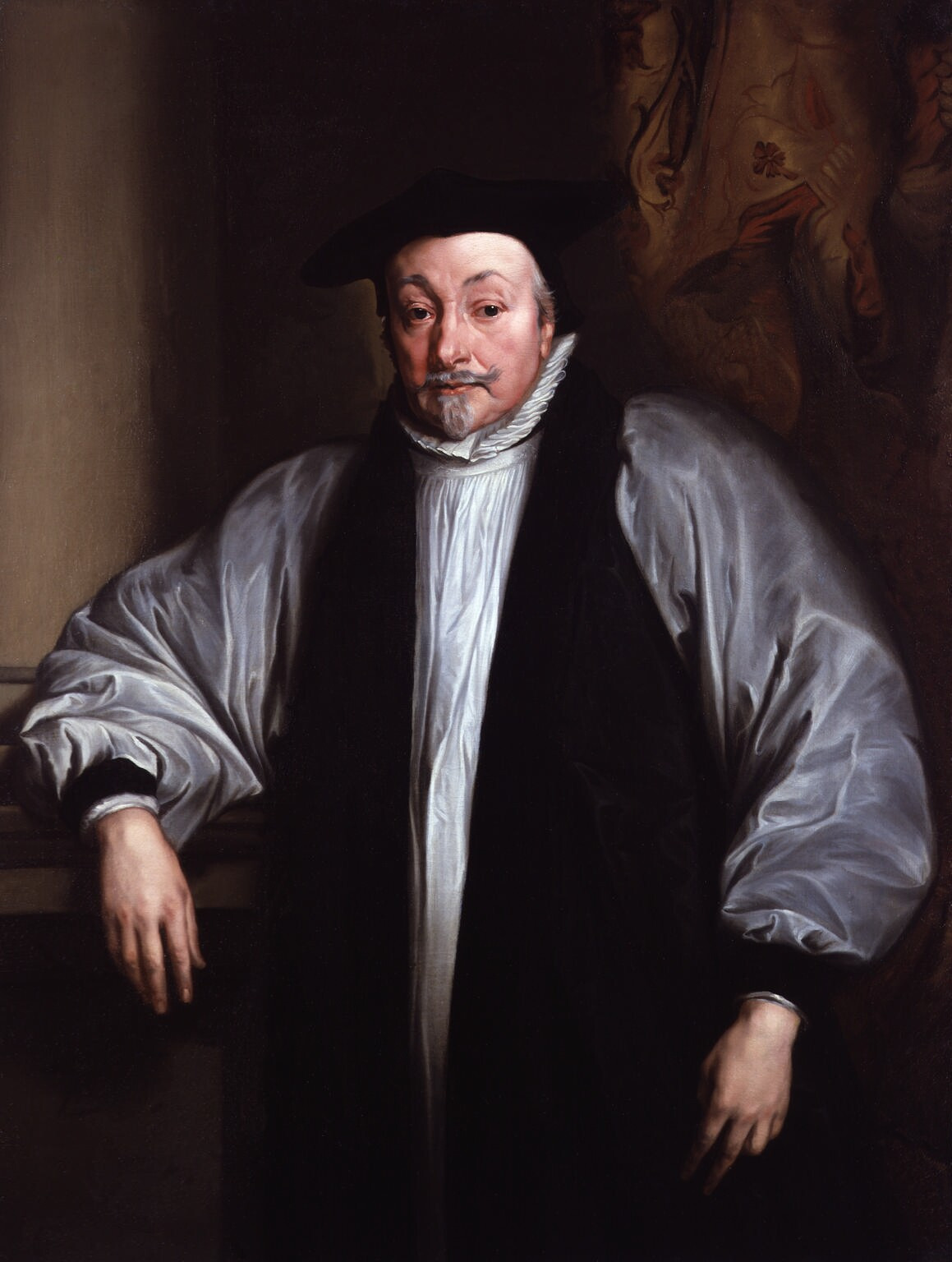
L'arcivescovo William Laud ritratto da Antoon van Dyck

Carlo tentò di portare la Chiesa d'Inghilterra, in prevalenza calvinista, verso una visione più tradizionale e sacramentale. Si affiancò in questa operazione William Laud, che aveva nominato arcivescovo di Canterbury nel 1633. Laud, con l'intento di riportare alla Chiesa ordine, autorità e prestigio, promosse una serie di riforme, che risultarono in gran parte impopolari. Per arrivare a una maggiore unità, Laud allontanò tutti gli ecclesiastici non conformisti e le ultime organizzazioni a carattere puritano. Inoltre l'arcivescovo era contrario allo spirito riformista molto diffuso tra i sacerdoti inglesi e scozzesi e riteneva che andasse completamente abolito il calvinismo a favore di una liturgia anglicana che fosse totalmente conforme a quanto era scritto nel Libro delle preghiere comuni. Laud era inoltre un seguace attivo della dottrina arminiana promossa da Jacobus Arminius.
Per punire coloro che si opponevano alle sue decisioni, Laud si servì di due dei maggiori e più temuti organi ecclesiastici dell'epoca, la Court of High Commission e la Court of Star Chamber, che avevano il compito di raccogliere testimonianze e punire severamente i colpevoli, anche tramite tortura. Talvolta la Star Chamber riceveva anche la possibilità di condannare a morte ed eseguire le condanne. Numerosi ecclesiastici e laici furono trascinati a giudizio, spesso trovati colpevoli e condannati alla prigionia se non alla morte. Le ammissioni di colpevolezza erano estorte molte volte con la tortura. Gran parte degli avversari di Laud preferirono partire per l'esilio piuttosto che rimanere in patria perseguitati e malvisti. Fu durante il periodo di "riordino" religioso di Laud che partirono i primi gruppi massicci di coloni per la Nuova Inghilterra. I primi anni del governo personale di Carlo furono caratterizzati dalla pace e da un efficace pareggio del bilancio. Tuttavia ci furono numerosi casi di personaggi che rifiutarono le leggi imposte dal sovrano e le restrizioni religiose di Laud: nel 1634 partì una nave, la Griffin, carica di dissidenti religiosi, tra cui la celebre teologa puritana Anne Hutchinson.

### L'intervento in Scozia
I problemi più gravi incontrati da Carlo e da Laud in campo religioso si presentarono in Scozia. Quando Carlo partì nel 1633 per un viaggio in terra scozzese, dove doveva essere incoronato, Laud lo accompagnò e constatò lo stato in cui verteva la Chiesa di Scozia. I sacerdoti erano di scarsa cultura e le terre erano spesso controllate da laici; inoltre il cerimoniale adottato non era uguale per tutte le chiese. Giacomo I era già intervenuto in numerose questioni religiose scozzesi ma non era venuto a capo di nessuna. Si decise così di mettere ordine anche nella Chiesa scozzese, cercando anche qui di imporre la struttura episcopale della Chiesa anglicana. L'opposizione e il malcontento furono di notevole entità: vennero rifiutate tutte le decisioni di Laud. Nel 1637 si arrivò alla conclusione di abolire il governo scozzese presieduto dai vescovi a favore di un governo presbiteriano: il re accolse questa decisione come un affronto alla sua autorità. A Edimburgo, infatti, un gruppo di aristocratici, commercianti, ecclesiastici e membri del popolo formarono un comitato di opposizione alla politica promossa dal re e da Laud, che prese il nome di Convenzione (Covenant), affermando che nessuna modifica in campo religioso potesse essere accettata senza l'autorizzazione del Parlamento e delle Kirk presbiteriane.
Quando nel 1639 scoppiarono le cosiddette Guerre dei Vescovi, Carlo cercò di raccogliere tasse e di approntare un esercito ma non ottenne nulla di ciò che aveva sperato. La guerra si concluse con una umiliante firma di pace con l'accordo di Berwick, per mezzo del quale la Scozia ottenne libertà civili e religiose. La disfatta di Carlo nella gestione militare degli affari scozzesi comportò una crisi finanziaria tale da mettere fine al periodo in cui il sovrano aveva potuto imporre il suo governo assoluto. Nel 1640 Carlo fu costretto a riunire il Parlamento per cercare di ottenere denaro.

## Parlamento "Corto" e "Lungo"

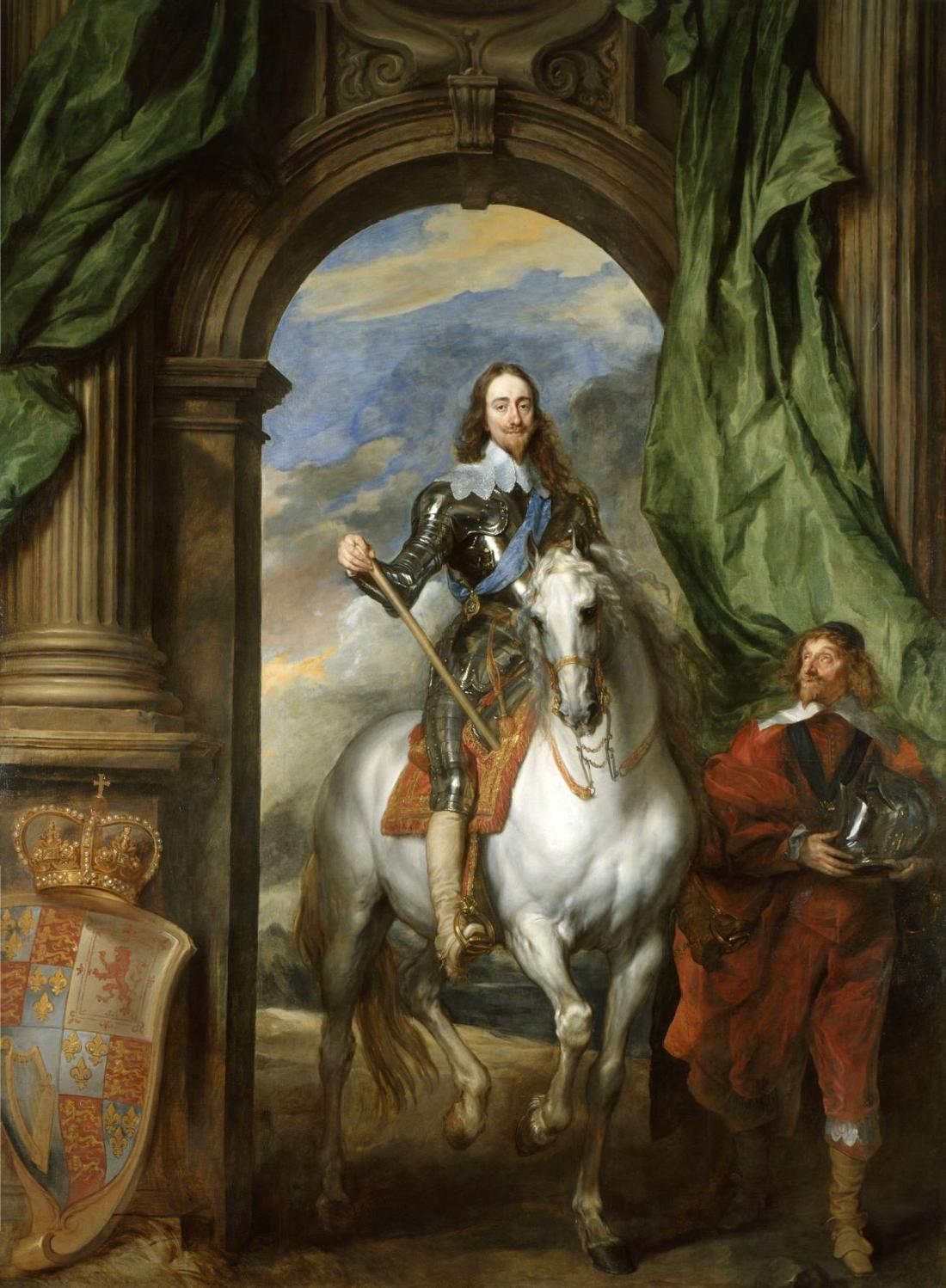
Ritratto di Carlo I con M. de Saint-Antonie suo maestro di equitazione, opera di Antoon van Dyck

Nel 1640 l'esercito della Convenzione ottenne importanti successi militari: gli scozzesi sconfissero le armate inglesi e arrivarono a conquistare la città di Newcastle e le contee di Northumberland e del Durham ed erano pronti a marciare su York.
Senza alcuna alternativa, Carlo convocò il Parlamento nell'aprile del 1640. Pur di ottenere denaro per le operazioni militari, il re concesse l'annullamento della ship money. Ma quando il Parlamento mosse accuse verso alcuni comportamenti tenuti dal sovrano durante gli undici anni di governo assoluto e bloccò temporaneamente i sussidi, Carlo lo sciolse nel mese di maggio, dopo sole tre settimane di attività. Per questo motivo questa convocazione parlamentare prese il nome di Parlamento Corto, conosciuto anche con il nome di Parlamento breve (Short Parliament).
Nel frattempo Carlo tentò di sconfiggere gli scozzesi, ma subì solamente pesanti sconfitte; fu così costretto a firmare ancora una volta un'umiliante pace con il trattato di Ripon (ottobre 1640), che mise fine nell'ottobre, alla Seconda Guerra dei Vescovi. Decise, quindi, di convocare il Magnum Concilium, un'antica assemblea che riuniva tutti i pari del regno. Era la prima volta da secoli. In seguito a riunioni con i pari del regno, Carlo I decise di convocare una seconda volta il Parlamento: ebbe inizio il cosiddetto Parlamento Lungo.

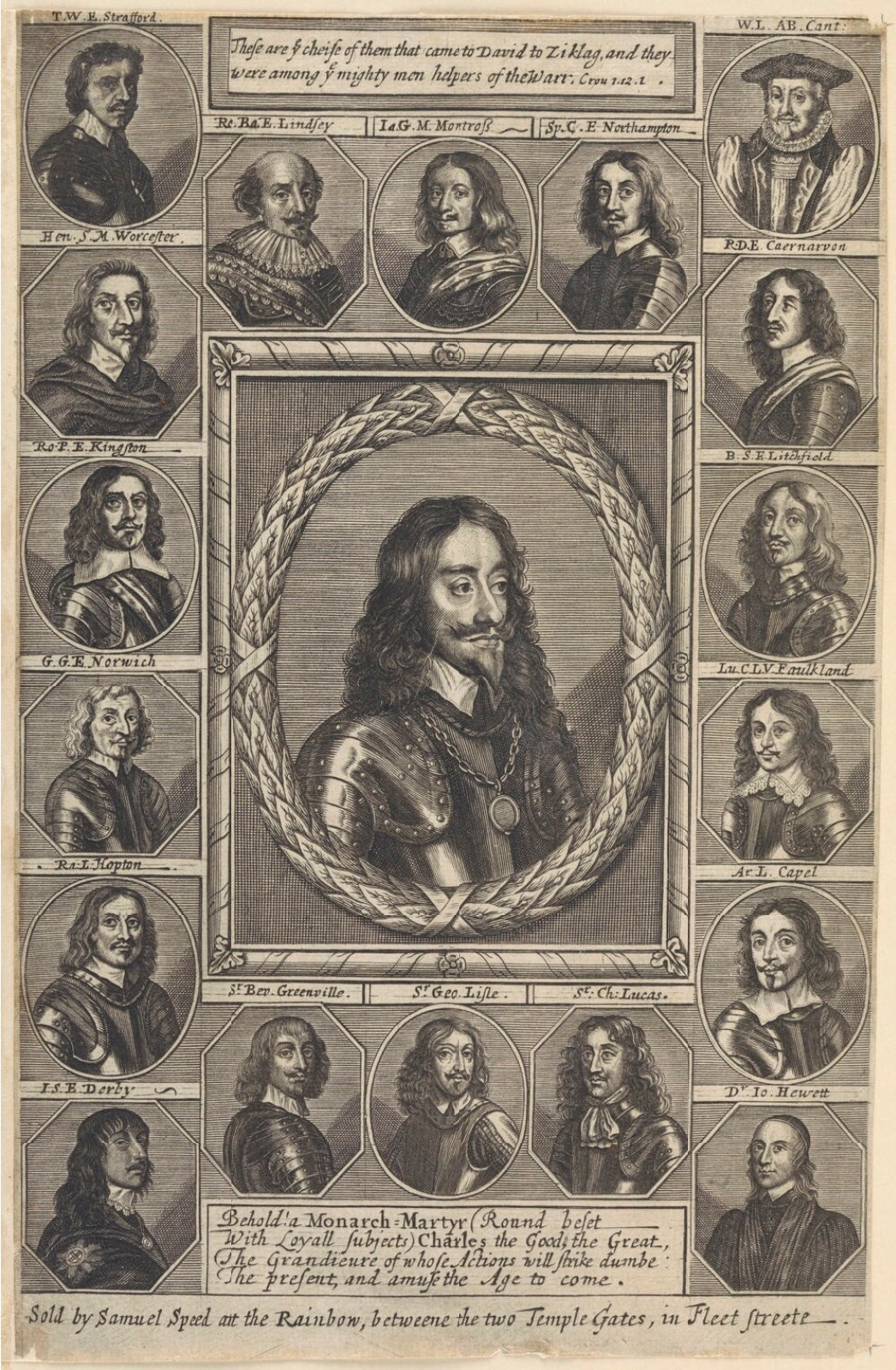
Stampa raffigurante Carlo I e i suoi sostenitori, che presero il nome di Cavaliers

Il Parlamento Lungo, costituito il 3 novembre 1640, si dimostrò subito non favorevole al sovrano. Se da una parte la Camera dei lord si era schierata in difesa del re, il nuovo gruppo dirigente del Parlamento, guidato da John Pym, e la Chiesa si trovarono in disaccordo con la linea politica di Carlo e fecero il possibile per ostacolare il re e i suoi consiglieri, in particolare il conte di Strafford. A febbraio, temendo che il re potesse sciogliere il Parlamento una nuova volta, fu presentata una legge che escludeva il controllo regio sul Parlamento.
Questa nuova legge, chiamata Atto Triennale, prevedeva che il Parlamento si riunisse obbligatoriamente ogni tre anni, che non potesse sciogliersi prima di cinquanta giorni e che fossero i deputati a scegliere i loro speaker. Carlo si vide costretto a firmare. Nel periodo che seguì il re dovette procedere a una totale rivisitazione dei suoi progetti politici: la legge ship money fu abolita, assieme alla tassa sul rifiuto del cavalierato; William Laud e il conte di Strafford furono giustiziati, il primo solo nel 1645, il secondo già nel 1641; l'operato della Star Chamber e dell'Alta Commissione furono interrotti. Nonostante questo, Carlo riuscì a ripianare i rapporti con la Scozia riconoscendo la religione presbiteriana come ufficiale: il suo viaggio nelle città di Edimburgo e Glasgow fu trionfale. Se nel Parlamento e tra il popolo di Londra era circondato da nemici, Carlo aveva trovato negli scozzesi un potente alleato.
Mentre il re faceva ritorno a Londra dal suo viaggio in Scozia, le Camere redassero nel novembre 1641 la Grande Rimostranza, una lista degli errori imperdonabili commessi da Carlo e dai suoi ministri e collaboratori fin dagli inizi del suo regno. Il Parlamento si spaccò in due diverse fazioni, l'una a sostegno del re, l'altra contro. Il 23 novembre la Grande Rimostranza fu approvata con una strettissima maggioranza dal Parlamento. Subito dopo, il re mise al sicuro in tutta fretta la famiglia reale e lasciò Londra. Le forze del Parlamento presero possesso della città. La situazione militare sui confini irlandesi era intanto divenuta insopportabile; era necessario approntare in fretta un esercito che mettesse a tacere la rivolta irlandese. Tuttavia si decise di non affidare il comando dell'esercito al sovrano, che avrebbe potuto farne uso in seguito contro il Parlamento. Carlo protestò ma venne approvata una legge, l'Ordinanza della Milizia che escludeva la possibilità di affidare l'esercito al re.
Quando vennero scoperte lettere della moglie di Carlo, Enrichetta Maria di Borbone, che facevano intendere una possibile alleanza con i paesi cattolici del continente, si decise di accusare e arrestare la regina cattolica. Carlo non poteva tollerarlo: il 4 gennaio, con al seguito un gruppo di soldati fece irruzione nel Parlamento per arrestarne cinque membri particolarmente coinvolti. Quando fu all'interno e chiese allo speaker di indicargli i cinque traditori, questi rispose: «Non ho occhi per vedere, né lingua per parlare, tranne quelli che questa Camera mi concederà». Fu l'ultima goccia: il sovrano fu costretto a lasciare definitivamente la capitale, favorevole al Parlamento, e a recarsi nelle regioni del nord per radunare un esercito; contemporaneamente, la regina partì per Parigi.

## Guerra civile

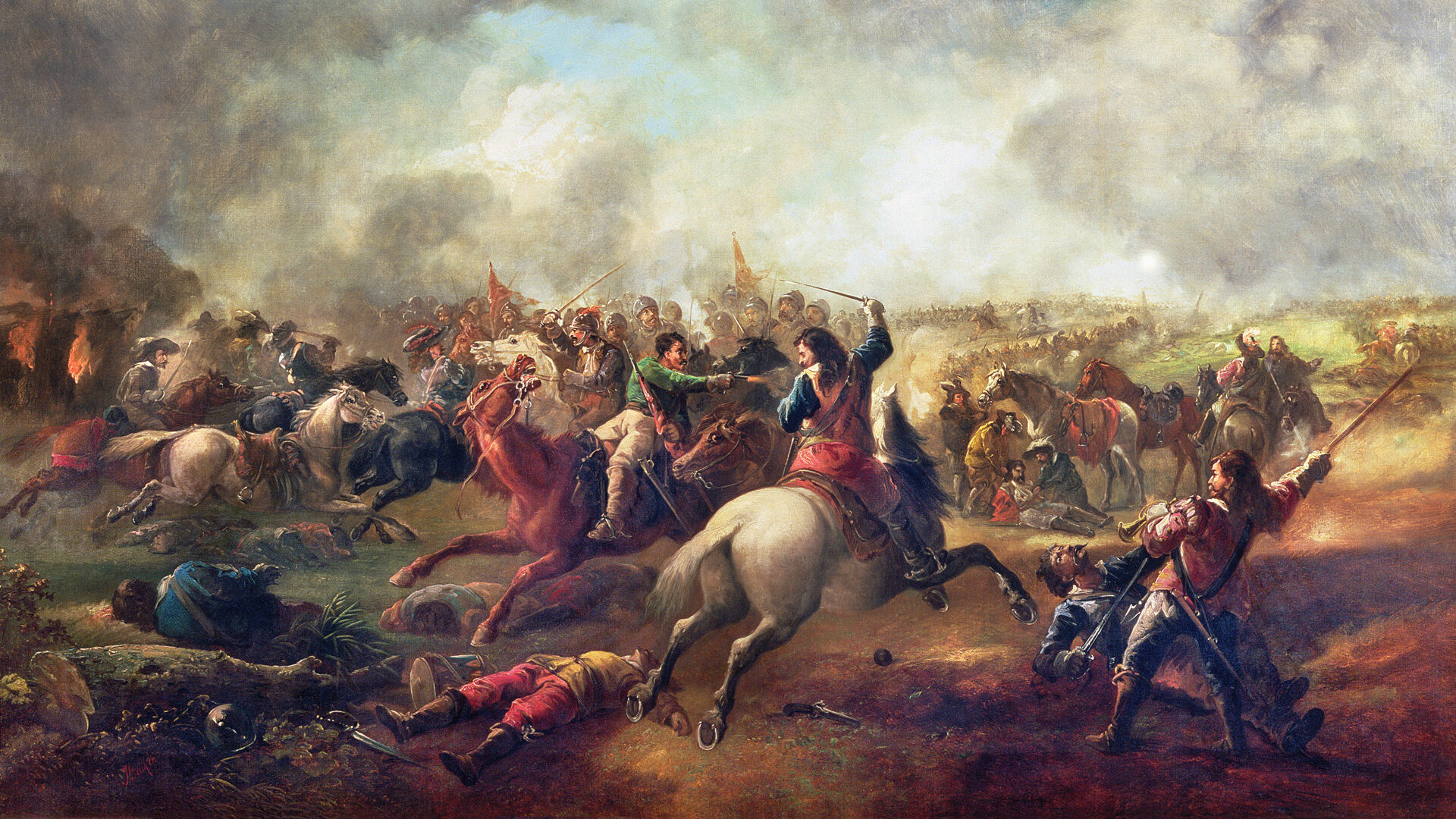
La battaglia di Marston Moor, di J. Barker

Il clima era teso in tutto il Paese; la popolazione si era divisa tra sostenitori del re e sostenitori del Parlamento. Carlo I controllava con il suo esercito, finanziato in modo particolare dall'aristocrazia, la parte nord e ovest dell'Inghilterra, le cui maggiori città erano Nottingham e Oxford, mentre il Parlamento teneva Londra e le regioni a sud-est.
Nonostante i negoziati venne dichiarata la guerra. Il 23 ottobre 1642 avvenne, nei pressi della cittadina di Edgehill, il primo scontro armato tra i due eserciti. A capo dell'esercito regio c'era Rupert, nipote di Carlo, mentre il Lord Generale del Parlamento era il conte di Essex. La battaglia di Edgehill non ebbe vincitori: se da una parte la cavalleria del re mise in fuga inizialmente la fanteria parlamentare, poi questa riuscì a contenere i successivi assalti, dando inizio a una situazione di stallo. Dopo questo inconcludente scontro ebbero luogo una serie di battaglie a favore di Carlo: l'esercito regio vinse a Chalgrove Field (18 giugno 1643), a Lansdowne (5 luglio) e presso Roundway Down (13 luglio). Il 2 luglio 1644 però, le sorti della guerra virarono a favore del Parlamento. Con la battaglia di Marston Moor, l'esercito parlamentare guidato dal colonnello di cavalleria Oliver Cromwell sbaragliò le truppe del re. Grazie alla vittoria, il Parlamento estese il suo controllo fino alla città di York. Per l'inverno, le truppe di entrambi gli schieramenti si ritirarono.

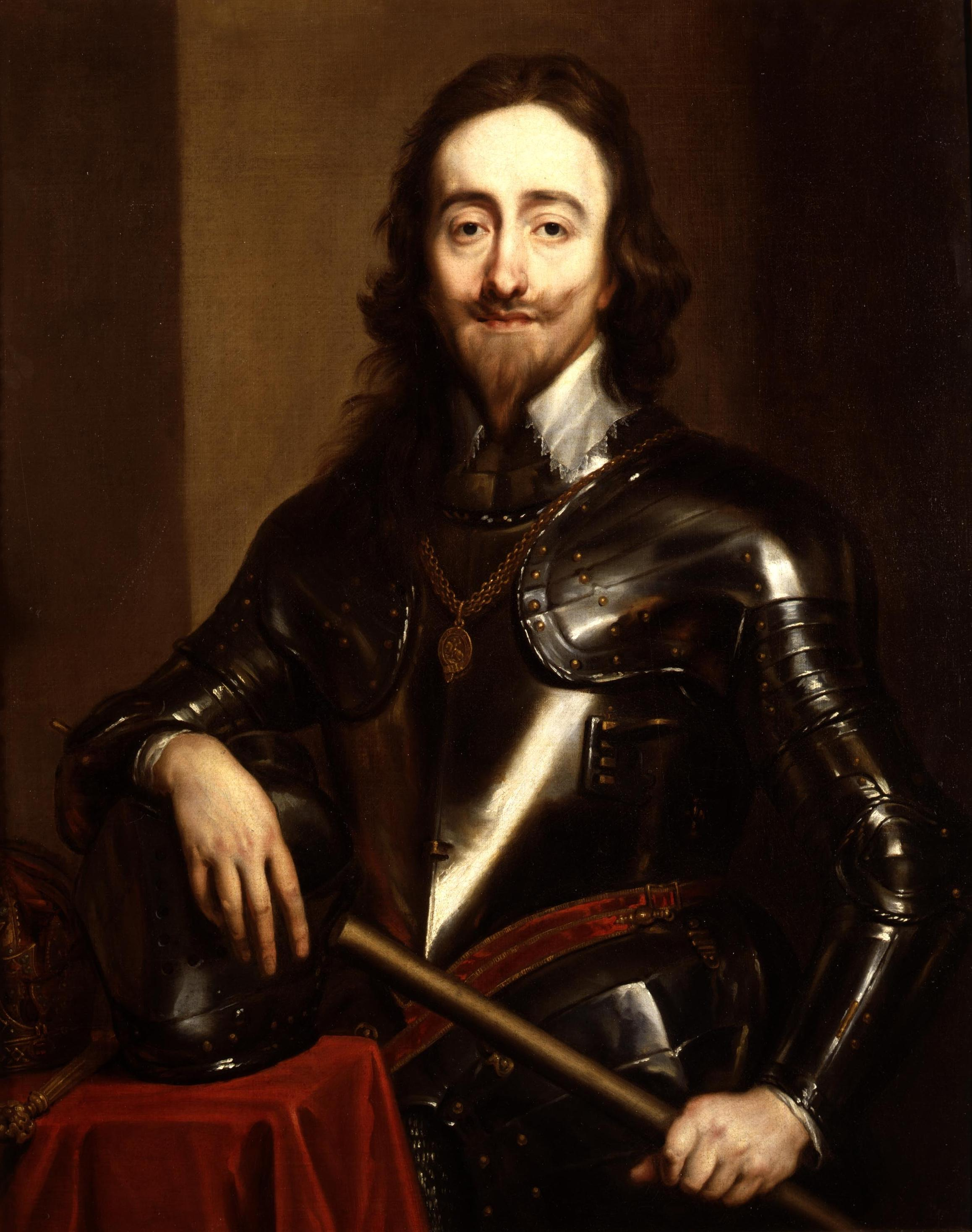
Carlo I in armatura ritratto da Antoon van Dyck

Con l'arrivo dell'estate gli scontri ripresero. Il 14 giugno 1645 ebbe luogo quella che è considerata una delle maggiori battaglie della guerra, la battaglia di Naseby: le truppe del re furono annientate. Carlo dovette fuggire e riparare a Oxford, che fu messa in stato d'assedio e conquistata, costringendo il re a un'altra fuga. Sconfitto, Carlo decise di mettersi nelle mani dei suoi vecchi alleati, gli scozzesi. Questi, dopo qualche tempo di trattativa con il Parlamento, decisero di cedere, dietro ingente compenso, il re ai suoi nemici. Il re fu scortato nel villaggio di Oatlands e poi trasferito a Londra, presso il palazzo di Hampton Court. Di qui, dove era riconosciuto ancora come sovrano e dove in apparenza trattava in tutta tranquillità, preferì tentare di fuggire. Inizialmente si era pensato a un ricongiungimento con la moglie Enrichetta Maria, fuggita in Francia alla corte del nipote Luigi XIV, ma poi fu deciso di riparare nell'isola di Wight, al largo della costa meridionale inglese, dove alloggiò nel castello di Carisbrooke.
Vicino al Parlamento ma comunque distante dal centro del potere, Carlo poteva incominciare i delicati negoziati con i suoi avversari. Il sovrano rinunciò a tutte le proposte del Parlamento e decise di allearsi nuovamente con gli scozzesi, promettendo in cambio di imporre come religione ufficiale in Inghilterra il presbiterianesimo per tre anni di prova. Scoppiò così la Seconda guerra civile: diecimila soldati scozzesi penetrarono in territorio inglese guidati dal generale James Hamilton. Contemporaneamente all'invasione scozzese, le regioni di Kent, Essex e Cumberland si ribellarono al potere parlamentare. Poco dopo anche il Galles si rivoltò alle truppe del Parlamento. Gli scozzesi non seppero tuttavia approfittare di questi vantaggi e il 17 agosto 1648 si scontrarono con l'esercito parlamentare nella battaglia di Preston. Fu una disfatta totale: vennero catturati migliaia di scozzesi e fu preso anche il generale Hamilton, che venne trasferito a Londra e, dopo un processo sommario, fu condannato a morte con l'accusa di alto tradimento. Dopo la battaglia, tutte le città realiste si arresero, con l'eccezione di Colchester, che venne espugnata con la forza, poco tempo dopo.

## L'accusa di tradimento e la condanna a morte

### Il processo

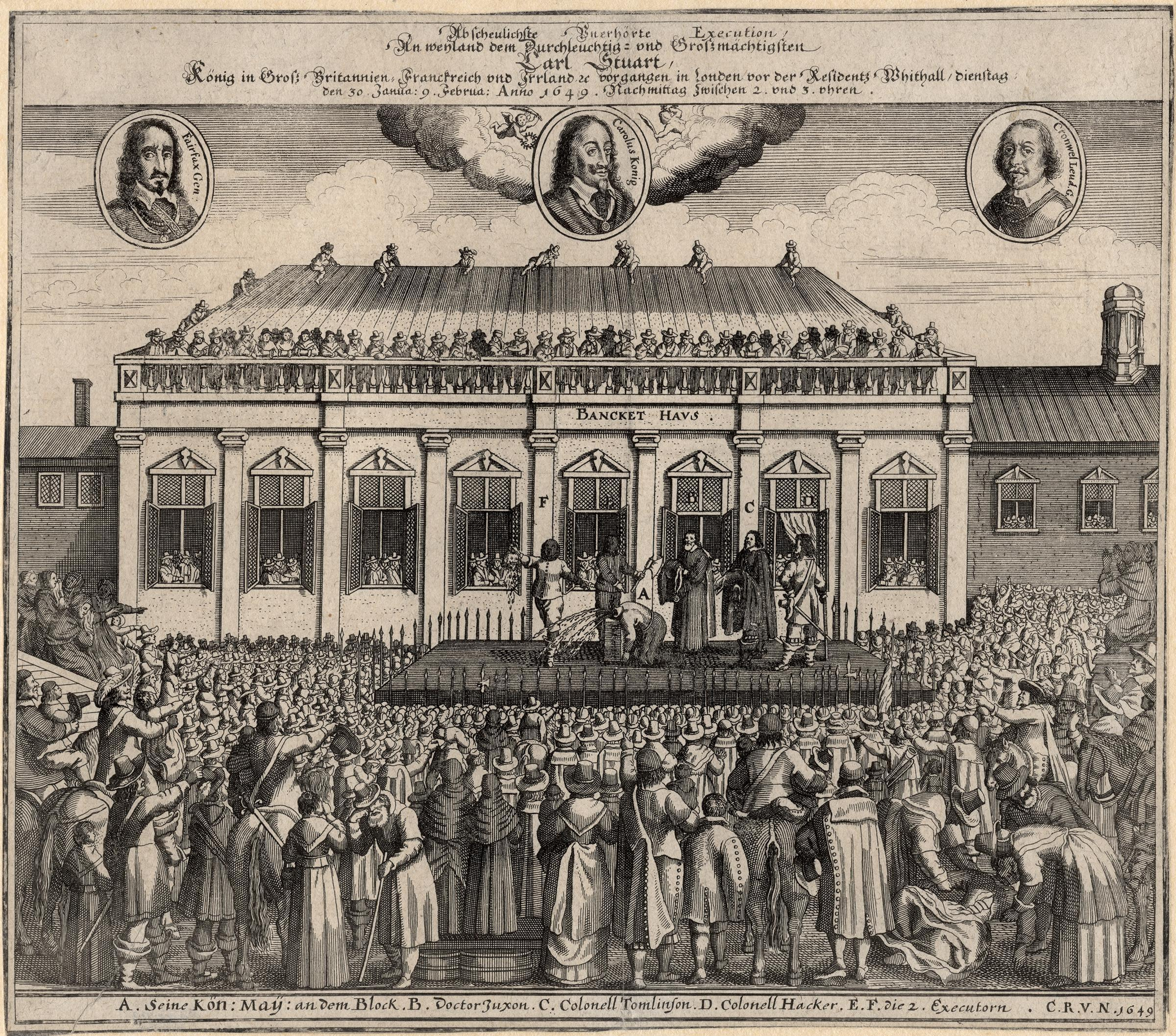
Disegno tedesco raffigurante l'esecuzione capitale di Carlo I

Carlo venne trasferito dall'isola di Wight al castello di Hurst e poi in quello di Windsor. A gennaio del 1649 la Camera dei comuni approvò una legge con la quale si istituiva una commissione con il compito di processare il sovrano. Dopo la prima guerra civile, il Parlamento avrebbe accettato Carlo come re conferendogli poteri e privilegi più limitati e dando maggiori incarichi alle Camere. Il re aveva rifiutato sdegnosamente qualsiasi proposta e aveva dato inizio alla seconda guerra civile, vista come un inutile spargimento di sangue fra connazionali: non aveva quindi più nessuna possibilità di tornare a regnare sui Tre regni.
Nella storia inglese vari monarchi avevano abdicato o erano stati deposti con la forza, ma nessuno mai era stato giustiziato pubblicamente. La Corte di Giustizia stabilì che 135 commissari dovessero processare e, se trovato colpevole, condannare re Carlo I. L'accusa fu condotta da John Cooke, nominato Solicitor General.
Il 20 gennaio ebbe ufficialmente inizio il processo. Il 27 gennaio il commissario lesse l'accusa, in cui il re era presentato come traditore della patria e nemico della pace, e quindi attese la risposta di Carlo; il sovrano si rifiutò di fornire risposte alle accuse del Parlamento, affermando che nessuna Corte aveva il diritto di mettere sotto accusa un sovrano, tanto meno l'Alta Corte di Giustizia convocata ad hoc per quel processo. Egli riteneva che l'autorità di comando gli fosse stata conferita direttamente da Dio e non dal popolo, come invece sostenevano i suoi accusatori. Quando il commissario lo esortò una nuova volta a esprimersi su quanto era stato detto, Carlo ripeté: «Desidererei conoscere da quale autorità sono convocato in questo luogo». Il re non riconosceva l'autorità della Corte, ma la tattica di non rispondere non funzionò e venne interpretata come una ammissione di colpa. Nella settimana che seguì Carlo fu invitato tre volte a dare una risposta definitiva: per tre volte il re disconobbe l'autorità dei suoi giudici.
La Corte ritenne Carlo I Stuart colpevole di alto tradimento nei confronti del popolo inglese e lo condannò alla pena capitale, siglata da cinquantanove commissari. Nei tre giorni che seguirono fu condotto prigioniero al Palazzo di St. James e in seguito nel Palazzo di Whitehall. Qui ebbe l'opportunità di vedere i due figli che erano rimasti in Inghilterra, la principessa Elisabetta e il duca di Gloucester, al quale ordinò di non accettare per nessun motivo di farsi incoronare re dopo la sua morte.

### La morte del re

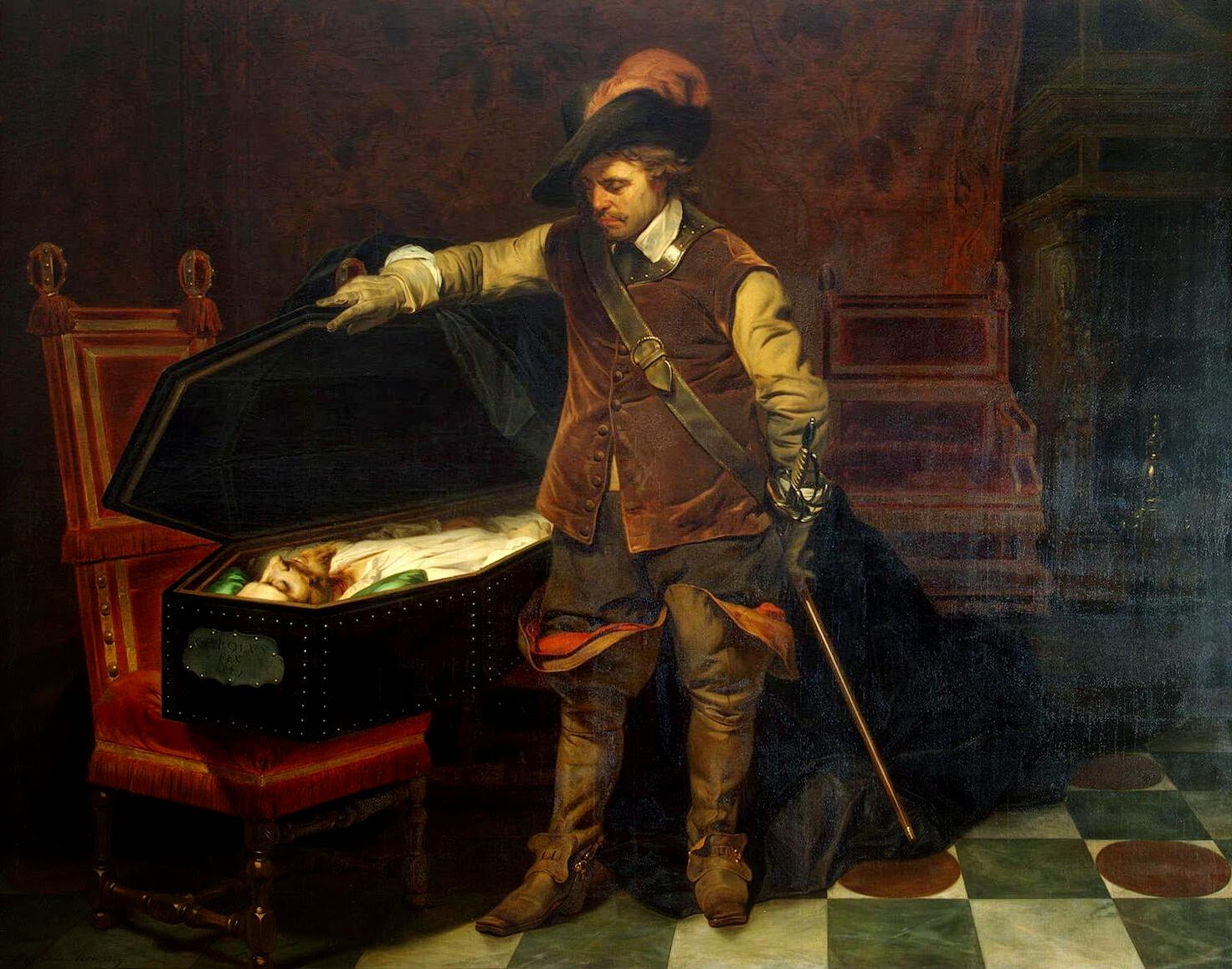
Oliver Cromwell presso la bara di Carlo I, opera di Hippolyte Delaroche

Il 30 gennaio 1649 Carlo I venne condotto fuori da Whitehall e portato su una piattaforma costruita per l'occasione e decapitato. Si dice che Carlo indossò, prima di essere giustiziato, due camicie di cotone, per evitare che il popolo, vedendolo tremare di freddo, pensasse che tremava di paura andando incontro alla morte. Dopo aver detto una preghiera piegò la testa: il boia gliela recise con un solo colpo ben piazzato. Le sue ultime parole furono: «Passo da un mondo corruttibile a uno incorruttibile, dove c'è pace, tutta la pace possibile».
Philip Henry, che era presente e annotò i vari momenti dell'esecuzione, afferma che numerose persone si avviarono verso il cesto dov'era la testa del re per intingere dei fazzoletti bianchi nel sangue di Carlo, dando così inizio al culto del re martire. Tuttavia nessun altro cronista dell'epoca ha tramandato questo aneddoto, nemmeno Samuel Pepys.
È ancor oggi aperto il dibattito su chi sia stato il boia che eseguì la decollazione di Carlo. Le fonti dell'epoca infatti negano che si sia trattato di Richard Brandon, il boia ufficiale della città di Londra, considerando inoltre che quel giorno era assente sul posto. Numerose sono le attribuzioni anche se il vero responsabile non fu mai individuato. Carlo II, quando diventò re, nel 1660 condannò undici uomini per l'omicidio del padre ma non riuscì nemmeno allora a scoprire l'identità del boia. Studi compiuti nel 1813 hanno concluso che l'esecutore doveva essere esperto nel suo lavoro.
Oliver Cromwell, uno dei maggiori antagonisti del re, permise che la testa del sovrano fosse ricucita al corpo e che fossero eseguiti, in forma privata, i funerali. Il 7 febbraio 1649 un ristretto gruppo di fedeli seppellì il corpo di Carlo nella cappella del Palazzo di Windsor. Carlo II pensò successivamente alla costruzione di un grande mausoleo per onorare il padre, ma non riuscì mai a realizzarlo. Dopo la morte di Carlo il potere passò definitivamente nelle mani del Parlamento Lungo e in seguito in quelle di Oliver Cromwell, che venne eletto Lord protettore. Solo nel 1660 il figlio maggiore di Carlo, Carlo II, riuscirà a tornare sul trono d'Inghilterra.
Poco tempo dopo la decapitazione del sovrano apparve un libriccino, subito ritenuto essere una monografia di Carlo. Il libro, dal titolo greco Εἰκὼν Βασιλική Eikṑn Basilikḕ ("Ritratto regale"), conteneva un'esaltazione della figura del sovrano e della sua politica. Uno dei più fedeli seguaci del re, William Levett, che lo aveva seguito fino al giorno dell'esecuzione capitale, testimoniò di aver visto Carlo scrivere il libro. I membri del Parlamento, irritati e spaventati per la diffusione del libro, commissionarono al poeta e scrittore John Milton la stesura di un libro che andasse contro il contenuto della monografia, intitolato, sempre in lingua greca, Εἰκονοκλαστής Eikonoklastḕs ("Iconoclasta").

## Carlo I e l'arte

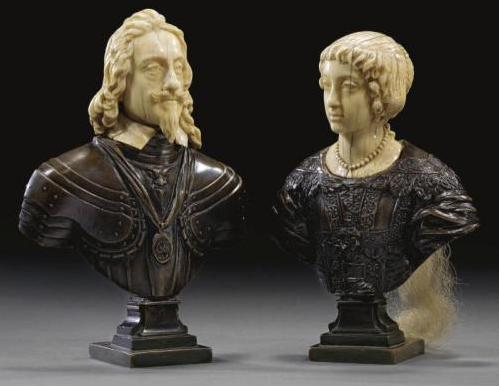
Busti raffiguranti Carlo I e la moglie Enrichetta

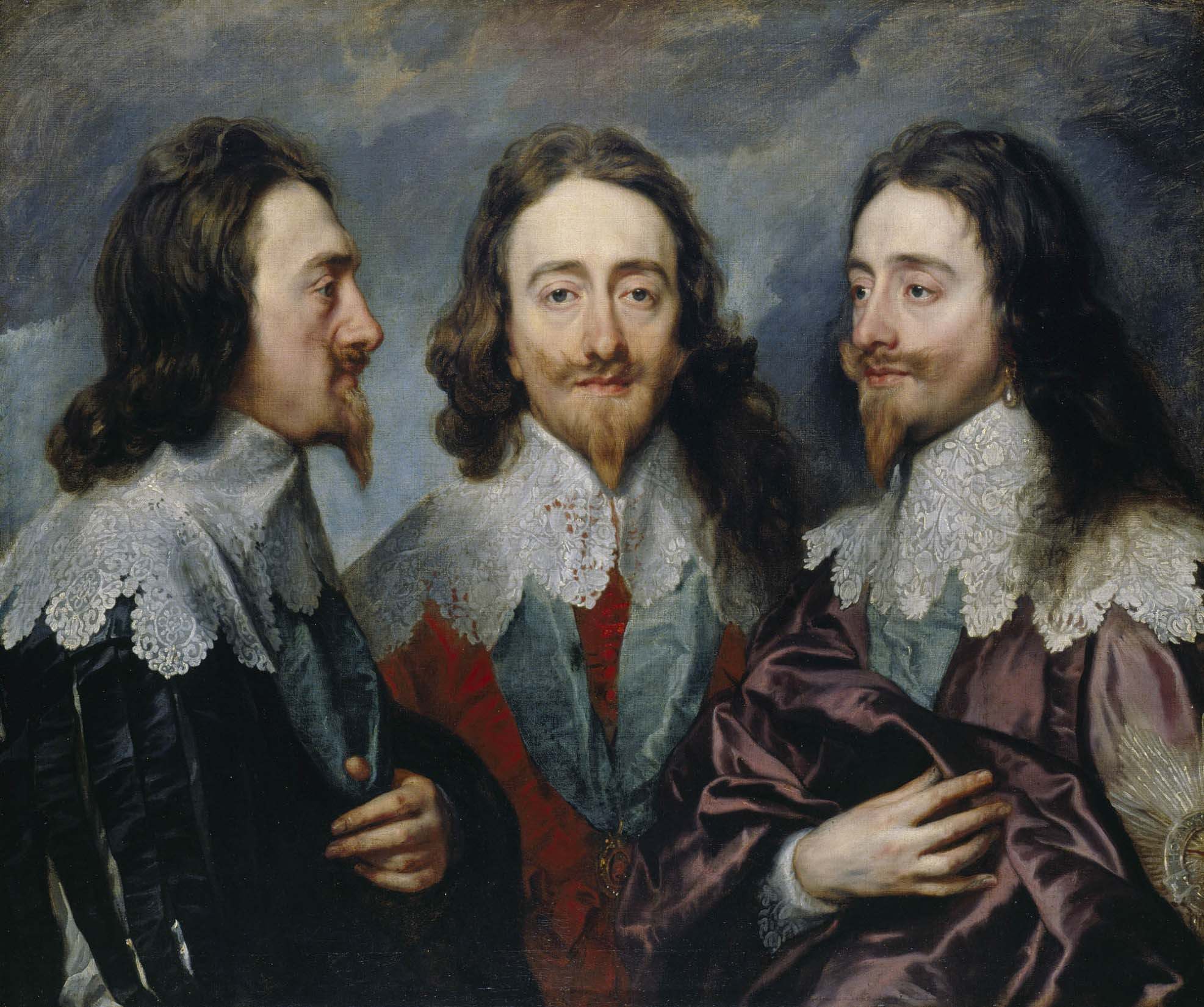
Triplo ritratto di Carlo I, opera di Antoon van Dyck

Carlo I fu un grande mecenate: egli amò l'arte a tal punto da far divenire la sua collezione una delle più ricche e ammirate d'Europa. Era un grande conoscitore in particolare del Rinascimento italiano: il suo pittore favorito era Tiziano, di cui possedeva numerose tele, acquistate dai suoi commissari a Venezia.
Alla sua corte c'erano numerosi artisti, che si dedicarono a ritrarre il sovrano, la sua consorte e la nobiltà del regno. Cercò di far arrivare a Londra artisti già allora di fama internazionale come Peter Paul Rubens e Frans Hals. Benché il sovrano non riuscì a farli stabilire definitivamente in Inghilterra, Rubens trascorse un determinato periodo a Londra durante il quale lavorò alla decorazione del Palazzo di Whitehall.
Carlo I ebbe più fortuna con Orazio Gentileschi e con la figlia Artemisia, nonché con l'artista fiammingo Antoon van Dyck, che divenne il pittore più apprezzato dal re. Dopo essere stato contattato da Endymion Porter, delegato del re, Van Dyck venne invitato a Londra e ricevette un ricco appannaggio dal sovrano, il quale, quando l'artista fu in punto di morte (1641), offrì millecinquecento sterline al medico che fosse riuscito a salvargli la vita. Cercò anche di far arrivare alla sua corte Gian Lorenzo Bernini; ma l'artista italiano, che non lasciò mai Roma se non una sola volta a Parigi, rifiutò, accettando comunque di realizzare un busto del re. Carlo I verrà ricordato per avere acquistato per una cifra irrisoria la famosa pinacoteca della dinastia Gonzaga di Mantova dalle mani di Vincenzo II Gonzaga, duca di Mantova. Dopo l'esecuzione capitale del re, la sua collezione venne smembrata e dispersa da parte del Parlamento.
Il ritrattista ufficiale della corte di Carlo I fu van Dyck. Il maestro fiammingo allievo di Rubens ci ha lasciato numerosi ritratti del sovrano:
- Carlo I con l'uniforme dell'Ordine della Giarrettiera, 1632;
- Triplo ritratto di Carlo I, 1635;
- Ritratto di Carlo I a caccia, 1635;
- Carlo I a cavallo, 1636;
- Ritratto di Carlo I con M. de Saint-Antonie suo maestro di equitazione, 1636;
- Carlo I in abiti regali, 1636;
- Carlo I a cavallo, 1638.

Alla morte di van Dyck, prese il suo posto sir Peter Lely, attivo soprattutto però sotto il regno di Carlo II. Di Carlo il maestro olandese ci lascia un ritratto con il figlio Giacomo, il futuro Giacomo II: si tratta di Carlo I con il figlio Giacomo, duca di York.
Ma van Dyck non era l'unico ritrattista alla corte di Carlo. Un altro celebre pittore, anch'esso di formazione fiamminga, era Daniel Mytens, già ritrattista di Giacomo I. Tra i numerosi quadri dipinti da Mytens raffiguranti Carlo I, il più celebre è Carlo I re d'Inghilterra. Tuttavia, quando a Londra giunse van Dyck, Mytens capì che non poteva reggere il confronto con il grande ritrattista e decise di ritirarsi.

## Il «Re Martire»

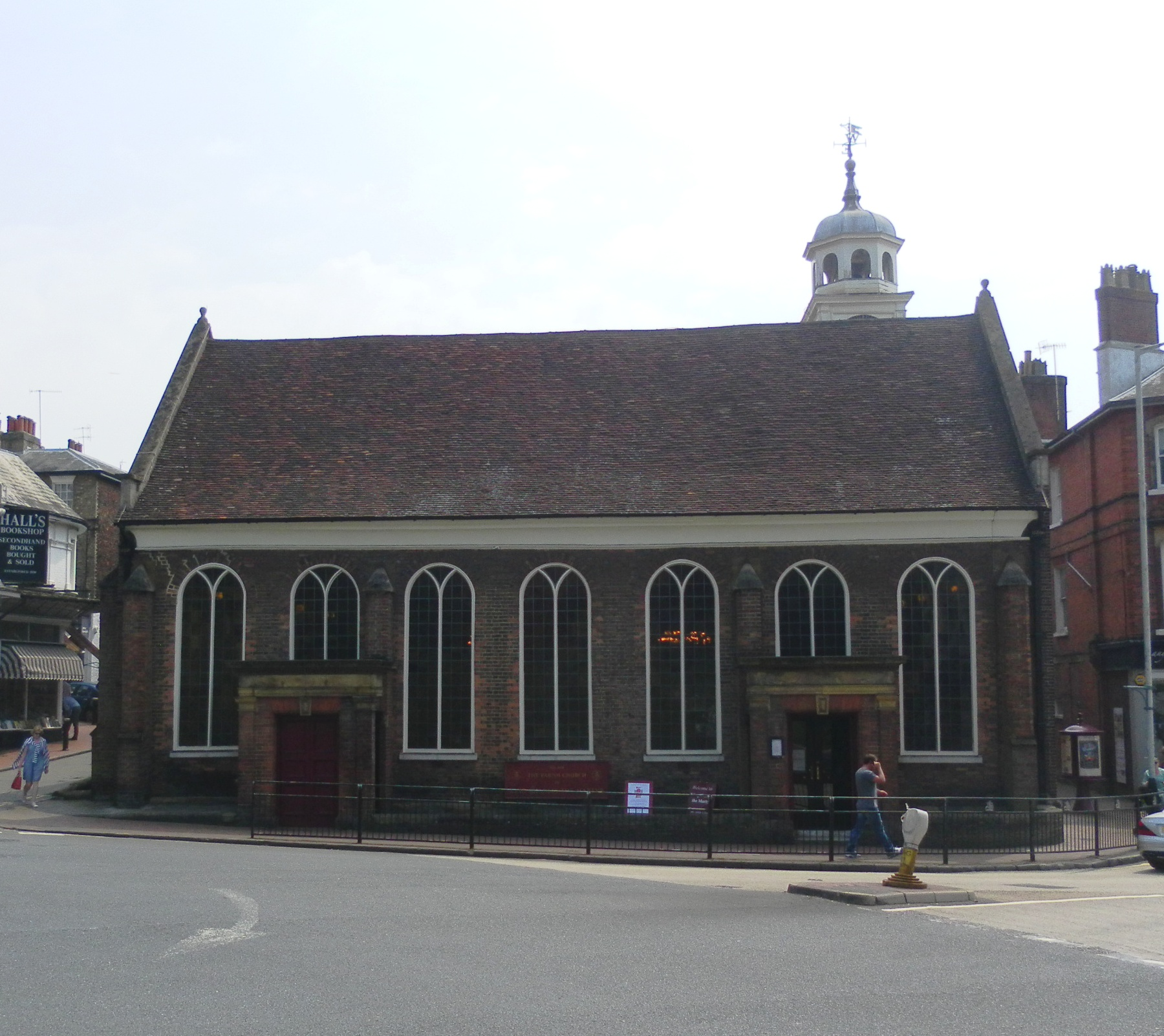
La King Charles the Martyr's Church a Tunbridge Wells, nel Kent (Inghilterra)

Dopo la caduta di Richard Cromwell e del Commonwealth e il ritorno sul trono di Carlo II, la figura di Carlo I fu completamente riabilitata. Il nuovo sovrano decise di ricordare il padre istituendo un giorno per la sua commemorazione; fu scelto il 30 gennaio, data in cui Carlo era stato decapitato davanti al palazzo di Whitehall. Il giorno fu inserito nel Libro delle preghiere comuni e Carlo I fu venerato come santo e martire della Chiesa anglicana d'Inghilterra, e la sua festa fu considerata giorno solenne fino al 1859, quando la solennità divenne una festa minore nel calendario liturgico.
Ci sono numerose chiese anglicane ed episcopali dedicate a Carlo re e martire in tutto il territorio di Inghilterra, Canada, Australia e Stati Uniti. Nel 1894 fu istituita una società in memoria di Carlo I, la Society of King Charles the Martyr (Società di re Carlo il Martire), su iniziativa della signora Greville-Negent in collaborazione con Fr. James Fish, rettore della chiesa londinese St Margaret Pattens. Gli obiettivi della Società sono di ristabilire il culto di Carlo e di reintrodurre nel Libro delle preghiere comuni il 30 gennaio in memoria del re come giorno di festa della Chiesa anglicana.
Carlo è considerato da molti un martire per essere stato decapitato dai membri del Parlamento senza giustificazioni fondate (la colpa fu dedotta infatti dal suo rifiuto di rispondere) e per la sua strenua difesa, durante tutto il suo regno, della vera religione anglicana.

### Matrimonio

Enrichetta Maria, ritratta da van Dyck

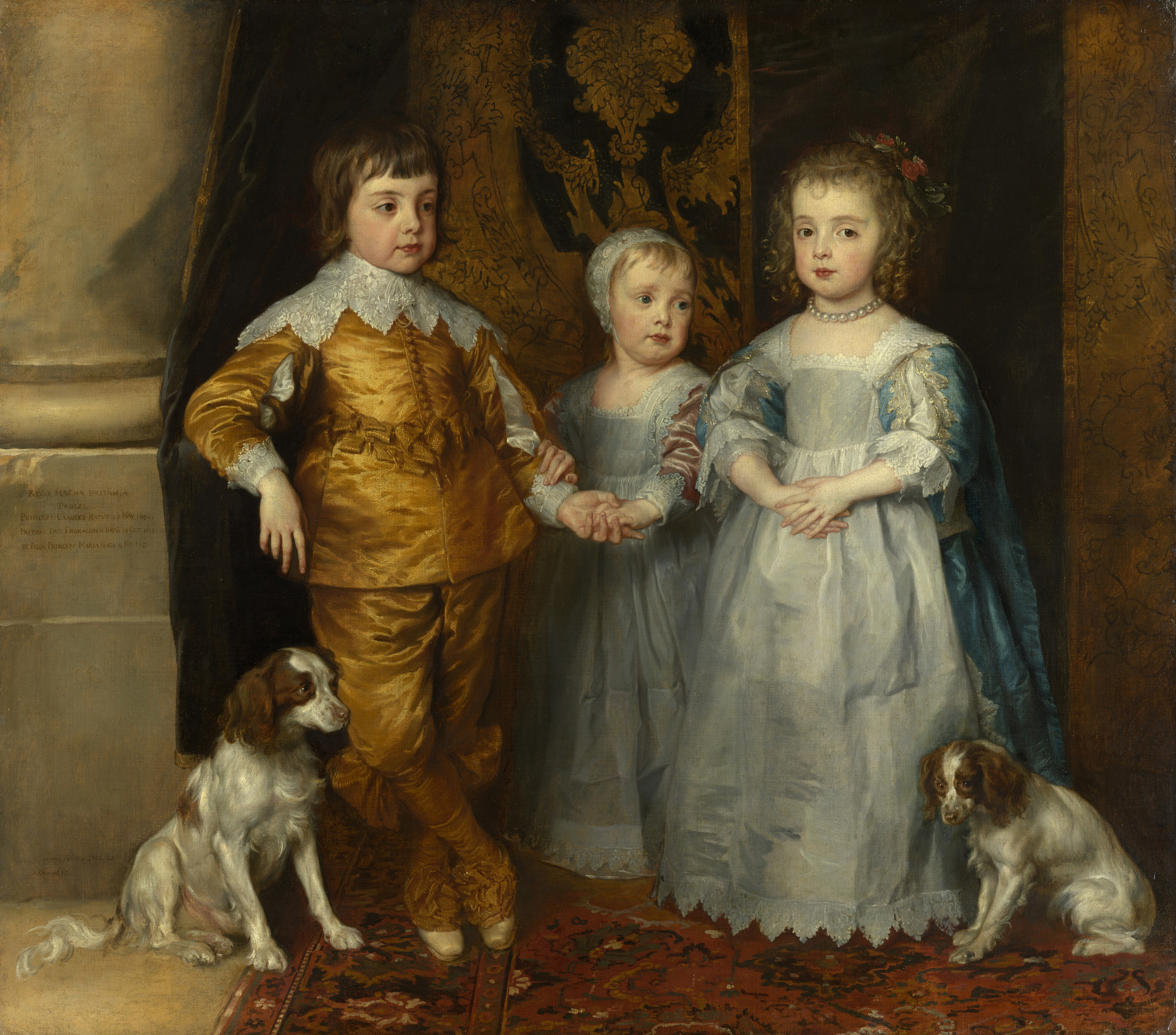
I figli di Carlo I, Carlo, Giacomo e Maria ritratti da Antoon van Dyck

Dopo il fallimentare progetto di matrimonio con la Spagna Carlo, di ritorno a Londra, passò per Parigi, alla corte del giovane re Luigi XIII. Qui, nel palazzo del Louvre, fece la conoscenza della sorella di Luigi, Enrichetta Maria. Visto il fallimento delle trattative con la Spagna, Carlo cominciò le trattative per sposare la giovane principessa.
Poco dopo, il 1º maggio 1625 i due si sposarono. I contemporanei descrissero la principessa come molto attraente. Ecco cosa disse di lei van Dyck:
(Petrie, 1968, p. 88)
Quando andò in sposa a Carlo, Enrichetta era molto giovane, avendo appena quindici anni. Fervente cattolica, non ebbe un buon rapporto con il marito nel primo periodo della loro unione. Ma dopo qualche anno i due instaurarono tra loro un rapporto, se non di amore, almeno di sincero affetto. Quando scoppiò la guerra civile, Enrichetta fuggì in Francia, alla corte del nipote Luigi XIV, dove si trovava già sua figlia Enrichetta Anna e dove l'avrebbero raggiunta i figli Carlo e Giacomo.

## Discendenza
Il matrimonio tra Carlo Stuart ed Enrichetta Maria vide la nascita di nove figli, due dei quali morirono poco dopo il parto o nella prima infanzia. Altri due (Carlo e Giacomo) sarebbero diventati sovrani d'Inghilterra e Scozia. 
- Carlo Giacomo (*†13 marzo 1629), duca di Cornovaglia.
- Carlo II (*1630 †1685), sposa nel 1663 Caterina di Braganza (*1638 †1705) senza discendenti legittimi. Ebbe molte amanti e numerosi figli illegittimi, tra cui il più celebre fu James Scott, I duca di Monmouth.
- Maria Enrichetta (*1631 †1660), principessa reale e principessa d'Orange. Sposa nel 1648 Guglielmo II d'Orange, con discendenza.
- Giacomo II (*1633 †1701), sposa nel 1659 Anna Hyde, con discendenza. La moglie morì nel 1671. Si risposa nel 1673 con la cattolica Maria Beatrice d'Este, con discendenza.
- Elisabetta (*1635 †1650). Muore nubile e senza discendenza.
- Anna (*1637 †1640). Muore nubile e senza discendenza.
- Caterina (*†29 gennaio 1639).
- Enrico (*1640 †1660), duca di Gloucester.
- Enrichetta Anna (*1644 †1670), sposa nel 1661 Filippo I di Borbone-Orléans, con discendenza. Attraverso la figlia Anna Maria, andata in sposa a Vittorio Amedeo II di Savoia, che il titolo di Re d'Inghilterra, Irlanda e Scozia, secondo la linea di successione della Casa degli Stuart, passò a Carlo Emanuele IV di Savoia, pronipote e successore di Vittorio Amedeo II.

## Ascendenza
|                              |                            |                                   | Genitori                             |  |  | Nonni |  |  | Bisnonni                        |  |  | Trisnonni                    |  |
|                              |                            |                                   |                                      |  |  |       |  |  | Matthew Stuart, conte di Lennox |  |  | John Stuart, conte di Lennox |  |
|                              |                            |                                   |                                      |  |  |       |  |  | Matthew Stuart, conte di Lennox |  |  | John Stuart, conte di Lennox |  |
|                              |                            | Elizabeth Stewart                 |                                      |  |  |       |  |  | Matthew Stuart, conte di Lennox |  |  |                              |  |
| Enrico Stuart, Lord Darnley  |                            |                                   |                                      |  |  |       |  |  | Matthew Stuart, conte di Lennox |  |  |                              |  |
|                              |                            | Margaret Douglas                  | Archibald Douglas, VI conte di Angus |  |  |       |  |  |                                 |  |  |                              |  |
|                              |                            | Margaret Douglas                  | Archibald Douglas, VI conte di Angus |  |  |       |  |  |                                 |  |  |                              |  |
|                              |                            | Margaret Douglas                  | Margherita d'Inghilterra             |  |  |       |  |  |                                 |  |  |                              |  |
| Giacomo I d'Inghilterra      |                            | Margaret Douglas                  |                                      |  |  |       |  |  |                                 |  |  |                              |  |
|                              |                            | Giacomo V di Scozia               | Giacomo IV di Scozia                 |  |  |       |  |  |                                 |  |  |                              |  |
|                              |                            | Giacomo V di Scozia               | Giacomo IV di Scozia                 |  |  |       |  |  |                                 |  |  |                              |  |
|                              |                            | Giacomo V di Scozia               | Margherita d'Inghilterra             |  |  |       |  |  |                                 |  |  |                              |  |
| Maria I di Scozia            |                            | Giacomo V di Scozia               |                                      |  |  |       |  |  |                                 |  |  |                              |  |
|                              |                            | Maria di Guisa                    | Claudio I di Guisa                   |  |  |       |  |  |                                 |  |  |                              |  |
|                              |                            | Maria di Guisa                    | Claudio I di Guisa                   |  |  |       |  |  |                                 |  |  |                              |  |
|                              |                            | Maria di Guisa                    | Antonia di Borbone-Vendôme           |  |  |       |  |  |                                 |  |  |                              |  |
| Carlo I d'Inghilterra        |                            | Maria di Guisa                    |                                      |  |  |       |  |  |                                 |  |  |                              |  |
|                              | Cristiano III di Danimarca | Federico I di Danimarca           |                                      |  |  |       |  |  |                                 |  |  |                              |  |
|                              | Cristiano III di Danimarca | Federico I di Danimarca           |                                      |  |  |       |  |  |                                 |  |  |                              |  |
|                              | Cristiano III di Danimarca | Anna del Brandeburgo              |                                      |  |  |       |  |  |                                 |  |  |                              |  |
| Federico II di Danimarca     | Cristiano III di Danimarca |                                   |                                      |  |  |       |  |  |                                 |  |  |                              |  |
|                              |                            | Dorotea di Sassonia-Lauenburg     | Magnus I di Sassonia-Lauenburg       |  |  |       |  |  |                                 |  |  |                              |  |
|                              |                            | Dorotea di Sassonia-Lauenburg     | Magnus I di Sassonia-Lauenburg       |  |  |       |  |  |                                 |  |  |                              |  |
|                              |                            | Dorotea di Sassonia-Lauenburg     | Caterina di Braunschweig-Lüneburg    |  |  |       |  |  |                                 |  |  |                              |  |
| Anna di Danimarca            |                            | Dorotea di Sassonia-Lauenburg     |                                      |  |  |       |  |  |                                 |  |  |                              |  |
|                              |                            | Ulrico III di Meclemburgo-Güstrow | Alberto VII di Meclemburgo-Güstrow   |  |  |       |  |  |                                 |  |  |                              |  |
|                              |                            | Ulrico III di Meclemburgo-Güstrow | Alberto VII di Meclemburgo-Güstrow   |  |  |       |  |  |                                 |  |  |                              |  |
|                              |                            | Ulrico III di Meclemburgo-Güstrow | Anna di Brandeburgo                  |  |  |       |  |  |                                 |  |  |                              |  |
| Sofia di Meclemburgo-Güstrow |                            | Ulrico III di Meclemburgo-Güstrow |                                      |  |  |       |  |  |                                 |  |  |                              |  |
|                              |                            | Elisabetta di Danimarca           | Federico I di Danimarca              |  |  |       |  |  |                                 |  |  |                              |  |
|                              |                            | Elisabetta di Danimarca           | Federico I di Danimarca              |  |  |       |  |  |                                 |  |  |                              |  |
|                              |                            | Elisabetta di Danimarca           | Sofia di Pomerania                   |  |  |       |  |  |                                 |  |  |                              |  |
|                              |                            | Elisabetta di Danimarca           |                                      |  |  |       |  |  |                                 |  |  |                              |  |

## Titoli e appellativi

### Titoli
Nel corso della sua vita, Carlo fu insignito dei seguenti titoli e appellativi:
- 19 novembre 1600 – 27 marzo 1625: Principe (o Lord) Carlo.
- 23 dicembre 1600 – 27 marzo 1625: Il duca d'Albany.
- 6 gennaio 1605 – 27 marzo 1625: Il duca di York.
- 4 novembre 1616 - 27 marzo 1625: Il principe di Galles.
- 27 marzo 1625 - 30 gennaio 1649: Sua Maestà il Re.

### Appellativo
L'appellativo ufficiale del sovrano fu:
Il titolo di Re di Francia era solo nominale e non riguardava i territori controllati effettivamente dalla corona britannica sul suolo francese. Il titolo fu utilizzato la prima volta dal re d'Inghilterra Edoardo III. L'ultimo a fregiarsi del titolo fu Giorgio III.

### Armoriale
| Armoriale come Duca di York, dal 1611 al 1612 | Armoriale come Principe di Galles, utilizzato dal 1612 al 1625 | Armoriale di Carlo I utilizzato (fuori dalla Scozia) dal 1625 al 1649 | Armoriale di Carlo I utilizzato in Scozia dal 1625 al 1649 |

## Onorificenze
Nel 1611 Carlo fu insignito dal padre re Giacomo I dell'onorificenza di:
In seguito all'ascesa al trono d'Inghilterra, il principe di Galles divenne automaticamente:

## Carlo I nella letteratura
- Gli ultimi giorni e la fine di Carlo I sono presentati nel romanzo di Alexandre Dumas Vent'anni dopo, continuazione del celeberrimo I tre moschettieri.
- In forma rimaneggiata l'episodio del viaggio a Madrid compiuto dal futuro Carlo I in compagnia di Buckingham per conquistare l'infanta Maria è parte fondamentale nella trama di Capitano Alatriste, romanzo di Arturo Pérez-Reverte (1996).

## Memoria
In onore di Carlo I d'Inghilterra fu dato il nome di Capo Charles al promontorio settentrionale dello stretto che mette in comunicazione la baia di Chesapeake con l'oceano Atlantico, sulla costa orientale degli Stati Uniti d'America in Virginia.

### Esplicative
1. ↑  Federico V aveva sposato la sorella di Carlo, Elisabetta. Non riuscì mai a riottenere i suoi possedimenti e morì esule.
2. ↑  Laud aveva avuto una certa influenza sotto il regno di Giacomo I e nel 1628 fu nominato da Carlo I vescovo di Londra. Cfr. Bayne, pp. 186-188.
3. ↑  Tutte le battaglie della rivoluzione inglese videro contrapposte le truppe regie, fedeli a Carlo I (e poi a Carlo II) e quelle parlamentari: l'esercito regio basava la sua forza sul tradizionale intervento della cavalleria - accompagnando a questa una concezione della stessa di stampo prettamente feudale: gli aristocratici erano infatti "soldati a cavallo", che intervenivano per smembrare la fanteria avversaria. Gli uomini del Parlamento invece, in gran parte di medio-bassa estrazione sociale, furono arruolati in gran parte come fanti con picche o moschetti: erano le "teste rotonde", così definiti per il taglio molto corto dei capelli (Kishlansky); tuttavia l'impiego di un'efficace cavalleria "borghese" nelle file del parlamento (i temibili "Ironsides"), dotata degli stessi equipaggiamenti della controparte eppure estremamente versatile, doveva ribaltare la concezione stessa della cavalleria: da cosa dei nobili, il monopolio militare del cavallo diverrà appannaggio dello Stato, garante di equipaggiamento e mobilità sociale.
4. ↑  Inghilterra, Scozia e Irlanda non erano ancora uniti nel Regno Unito ma erano tre entità territoriali e culturali ben distinte tra loro.
5. ↑  Philp Henry rese pubblico il suo scritto durante il periodo della restaurazione; si pensa quindi sia stato scritto dal chierico per accattivarsi le simpatie del re Carlo II.
6. ↑  Il busto, realizzato sulla base della tela Triplo ritratto di Carlo I di van Dyck, ottenne un grande successo, andando poi successivamente perduto. Cfr. Angelini, 1999, p. 39.

### Bibliografiche
1. ↑  Secondo il calendario gregoriano è nato il 29 novembre
2. ↑  Secondo il calendario gregoriano è morto il 9 febbraio
3. ↑  Aveva tendenze rituali più a favore del cattolicesimo che del protestantesimo. Cfr.  Carlo I Stuart, su santiebeati.it, 11 luglio 2011. URL consultato il 30 luglio 2018.
4. ↑  Le date indicate seguono il calendario giuliano, allora in uso in Gran Bretagna, ma senza tenere conto dell'anno legale vigente in Inghilterra e Irlanda che iniziava, ab incarnatione, il 25 marzo. Nel calendario gregoriano le date corrispondono al 29 novembre 1600 e al 9 febbraio 1649.
5. ↑  Il titolo di re di Francia era solamente nominale. Lo adottarono tutti i sovrani inglesi a partire da Edoardo III, che avviò la guerra dei cent'anni, fino al XIX secolo. (vedi Rivendicazioni inglesi sul trono di Francia).
6. ↑  o il 9 febbraio dello stesso anno, secondo il calendario gregoriano
7. 1 2  Adriano Prosperi e Paolo Viola, Dalla Rivoluzione inglese alla Rivoluzione francese, Einaudi, Torino, 2000, ISBN 978-88-06-15509-4, p. 3.
8. ↑  Cust, 2005, p. 2.
9. 1 2  Weir, 1996, p. 252.
10. ↑  Gregg, 1981, pp. 4-5.
11. ↑  Petrie, 1968, p. 202.
12. ↑  Gregg, 1981, p. 12.
13. ↑  Il primogenito di un sovrano era sempre frutto di maggiori attenzioni e apprezzamenti, sia da parte della famiglia sia della corte, rispetto agli altri fratelli. Enrico, per le sue doti fisiche e il suo carattere, era preferito a Carlo, apparentemente debole.
14. ↑  Gardiner, p. 67 §2.
15. ↑  Carlton, 1995, p. 16.
16. ↑  Gregg, 1981, p. 22.
17. ↑  Gregg, 1981, p. 47.
18. ↑  Hibbert, 1968, p. 24.
19. ↑  Hibbert, 1968, p. 49.
20. ↑  Howat, 1974, pp. 26-28.
21. ↑  Gregg, 1981, p. 63.
22. ↑  Howat, 1974, pp. 27-28.
23. ↑  Kenyon, 1978, p. 79.
24. ↑  Cust, 2005, p. 4.
25. ↑  Hibbert, 1968, pp. 30-32.
26. ↑  Gregg, 1981, pp. 78-82.
27. ↑  Gregg, 1981, pp. 87-89.
28. ↑  Petrie, 1968, p. 87.
29. ↑  Cust, 2005, pp. 34-35.
30. ↑  Carlton, 1995, p. 47.
31. ↑  Cust, 2005, pp. 36-38.
32. ↑  Gregg, 1981, p. 94.
33. ↑  Sharpe, 1992, p. 6.
34. ↑  Trevelyan, 1922, p. 130.
35. ↑  Gardiner, p. 71 §2.
36. ↑  Gregg, 1981, p. 126.
37. ↑  Trevelyan, 1922, p. 133.
38. ↑  Carlton, 1995, p. 76.
39. ↑  Gregg, 1981, p. 156.
40. ↑  Si accenna alla questione teologica sorta a opera di Montague in Gardiner, p. 72 §1.
41. ↑  Gregg, 1981, pp. 130-131.
42. ↑  Gregg, 1981, p. 131.
43. ↑  Kishlansky, 1999, p. 146.
44. ↑  Il duca non aveva alcuna esperienza in campo bellico o nel comando della marina, come ricordano numerosi suoi avversari politici (Kishlansky).
45. ↑  Kishlansky, 1999, p. 150.
46. ↑  La Petition of Right (lett. "Petizione sul diritto") è riassumibile in quattro punti che impedivano: arresti arbitrari, tasse non approvate dal Parlamento, obbligo di alloggiare truppe, imposizione della legge marziale.
47. ↑  Il duca venne ucciso mentre si trovava a Portsmouth; ad assassinarlo fu un certo John Felton. (Petrie)
48. ↑  Bendiscioli, p. 177 §2.
49. ↑  Quintrell, 2013, p. 42.
50. ↑  Cust, 2005, p. 118; Gregg, 1981, p. 186.
51. ↑  Kishlansky, 1999, p. 156.
52. ↑  Gregg, 1981, pp. 187-197; Carlton, 1995, pp. 169-171.
53. ↑  Carlton, 1995, pp. 153-154; Sharpe, 1992, p. xv.
54. ↑  Ago-Vidotto, 2006, p. 116.
55. ↑  Kishlansky, 1999, pp. 160, 161.
56. ↑  Quintrell, 2013, p. 60.
57. 1 2  Kishlansky, 1999, p. 161.
58. ↑  Carlton, 1995, p. 191; Quintrell, 2013, pp. 62-63.
59. ↑  Kishlansky, 1999, p. 163.
60. ↑  Kishlansky, 1999, p. 164.
61. ↑  Cust, 2005, pp. 97-103.
62. ↑  Cust, 2005, p. 133.
63. ↑  Coward, 2003, p. 176.
64. ↑  Kenyon, 1978, pp. 113-115.
65. ↑  Loades, 1974, p. 393.
66. ↑  Sharpe, 1992, p. 382.
67. ↑  Coward, 2003, pp. 174-175.
68. ↑  Cust, 2005, pp. 133-147.
69. ↑  Gregg, 1981, pp. 267, 273.
70. ↑  Sharpe, 1992, Sharpe, 1992.
71. ↑  Coward, 2003, pp. 175-176.
72. ↑  Kishlansky, 1999, p. 173.
73. ↑  Sharpe, 1992, pp. 774-776.
74. ↑  Kishlansky, 1999, p. 174.
75. ↑  Bendiscioli, p. 178 §1.
76. ↑  Cust, 2005, pp. 133-14.
77. ↑  Gregg, 1981, pp. 267, 273.
78. ↑  Sharpe, 1992, pp. 284–292, 328–345, 351–359.
79. ↑  Carlton, 1995, pp. 189-197.
80. ↑  Sharpe, 1992, pp. 792-794.
81. ↑  Carlton, 1995, pp. 197-199.
82. ↑  Cust, 2005, pp. 230-231.
83. ↑  Sharpe, 1992, pp. 792-794.
84. ↑  Cust, 2005, p. 251.
85. ↑  Gregg, 1981, p. 294.
86. ↑  Cust, 2005, pp. 262-263.
87. ↑  Morgan, p. 274.
88. 1 2  Morgan, p. 274 e Gardiner, p. 78 §1.
89. ↑  Gregg, 1981, p. 315.
90. ↑  Gregg, 1981, p. 323.
91. ↑  Gregg, 1981, p. 327.
92. ↑  Kishlansky, 1999, pp. 191-192.
93. ↑  Gregg, 1981, p. 335.
94. 1 2  Starkey, 2006, p. 112.
95. ↑  Starkey, 2006, p. 113.
96. ↑  Carlton, 1995, p. 237.
97. ↑  Enrichetta Maria tenne una fitta corrispondenza epistolare con la corte francese durante tutto il periodo di permanenza in Inghilterra. (Petrie)
98. ↑  Carlton, 1995, p. 232.
99. ↑  Robertson, 2005, p. 62.
100. ↑  Ago-Vidotto, 2006, p. 117.
101. ↑  Cust, 2005, p. 352; Hibbert, 1968, p. 182; Loades, 1974, p. 422; Loades, 1974, pp. 423-424.
102. ↑  Carlton, 1995, p. 248.
103. ↑  Gregg, 1981, p. 368.
104. ↑  Gregg 1981, pp. 382-386.
105. ↑  Gregg, 1981, pp. 382-386.
106. ↑  Gregg, 1981, pp. 388-389.
107. ↑  Cust, 2005, pp. 403-405; Gregg, 1981, pp. 396-397.
108. ↑  Cust, 2005, pp. 404-405; Gregg, 1981, p. 396.
109. ↑  Carlton, 1995, pp. 312-314.
110. ↑  Noonan, 1999, p. 81.
111. ↑  Il Parlamento gli aveva proposto di ritornare in segreto sul trono, rinunciando ad alcuni privilegi; oppure a ritirarsi in favore del figlio minore, Enrico.
112. ↑  Questa promessa fatta dal re agli scozzesi prese il nome di "Impegno"
113. ↑  Kishlansky, 1999, pp. 232-235.
114. ↑  Carlton, 1995, pp. 329-330.
115. ↑  Gregg, 1981, p. 424.
116. ↑  Carlton, 1995, pp. 335-337; Gregg, 1981, pp. 429-430; Hibbert, 1968, pp. 253-254.
117. ↑  Gregg, 1981, p. 433.
118. ↑  Gregg, 1981, pp. 435-436.
119. ↑  Robertson, 2005, pp. 143-144.
120. ↑  Carlo affermò inoltre che non era stato il popolo a concedergli i poteri, essendo la Corona ereditaria da secoli. (Kishlansky)
121. ↑  Petrie, 1968, p. 192.
122. ↑  Edwards, 1999, p. 162.
123. ↑  Hibbert, 1968, p. 267.
124. 1 2  Petrie, 1968, p. 204.
125. ↑  Kishlansky, 1999, p. 210.
126. ↑  Kishlansky, 1999, p. 209.
127. ↑  Edwards, p. 173.
128. ↑  Robertson, 2005, p. 333.
129. 1 2  Gregg, 1981, p. 445.
130. ↑  Edwards, 1999, p. 188.
131. ↑  Kishlansky, Morrill, 2008.
132. ↑  La testimonianza è raccolta nel volume in lingua inglese The Life of Charles the First, the Royal Martyr di Charles Wheeler Coit edito nel 1926, ma ristampato nel 2006.
133. ↑  Gregg, 1981, p. 445.
134. ↑  Petrie, 1968, p. 97.
135. ↑  G. Lombardi, Saggio dell'istoria pittorica d'Inghilterra ridotta a metodo, 1843, p. 10.
136. ↑  Carlton, 1995, p. 145; Hibbert, 1968, p. 134.
137. ↑  Petrie, 1968, p. 99.
138. ↑  Palazzo Ducale.
139. ↑  Carlton, 1995, p. 143.
140. ↑  Müller Hofstede, 2004, p. 14.
141. 1 2  Charles I.
142. ↑   Jolyon Mitchell, Martyrdom: A Very Short Introduction, Oxford University Press, 29 novembre 2012,  p. 99, ISBN 978-0-19-164244-9.
«In 1660 the convocations of Canterbury and York canonized King Charles.»
143. ↑   James Simpson, King Charles the Martyr's Small, Devoted Following, in The Living Church, vol. 210, n. 9, The Living Church Foundation, 26 febbraio 1995,  pp. 9-10. URL consultato il 28 ottobre 2015.
144. ↑  Cust, 2005, p. 461.
145. ↑  Rizzatti, 1972, p. 83 §2,3.
146. ↑  Enrichetta Anna, la più giovane delle figlie di Carlo ed Enrichetta Maria, era andata in moglie a Filippo, fratello minore di Luigi XIV.
147. ↑  Weir, 1996, pp. 252-254.
148. 1 2  Weir, 1996, p. 252.
149. ↑  Weir, 1996, p. 286.
150. ↑  

(inglese)
«The Queen is Sovereign of the Order of the Garter...»

(italiano)
«La Regina è il Gran Maestro dell'Ordine della Giarrettiera...»
(The Royal Family and the Order of the Garter)
151. ↑  Byrd Jr., 2016, p. 207.